# Bois tors
Pour un article plus général, voir Bois de marine.

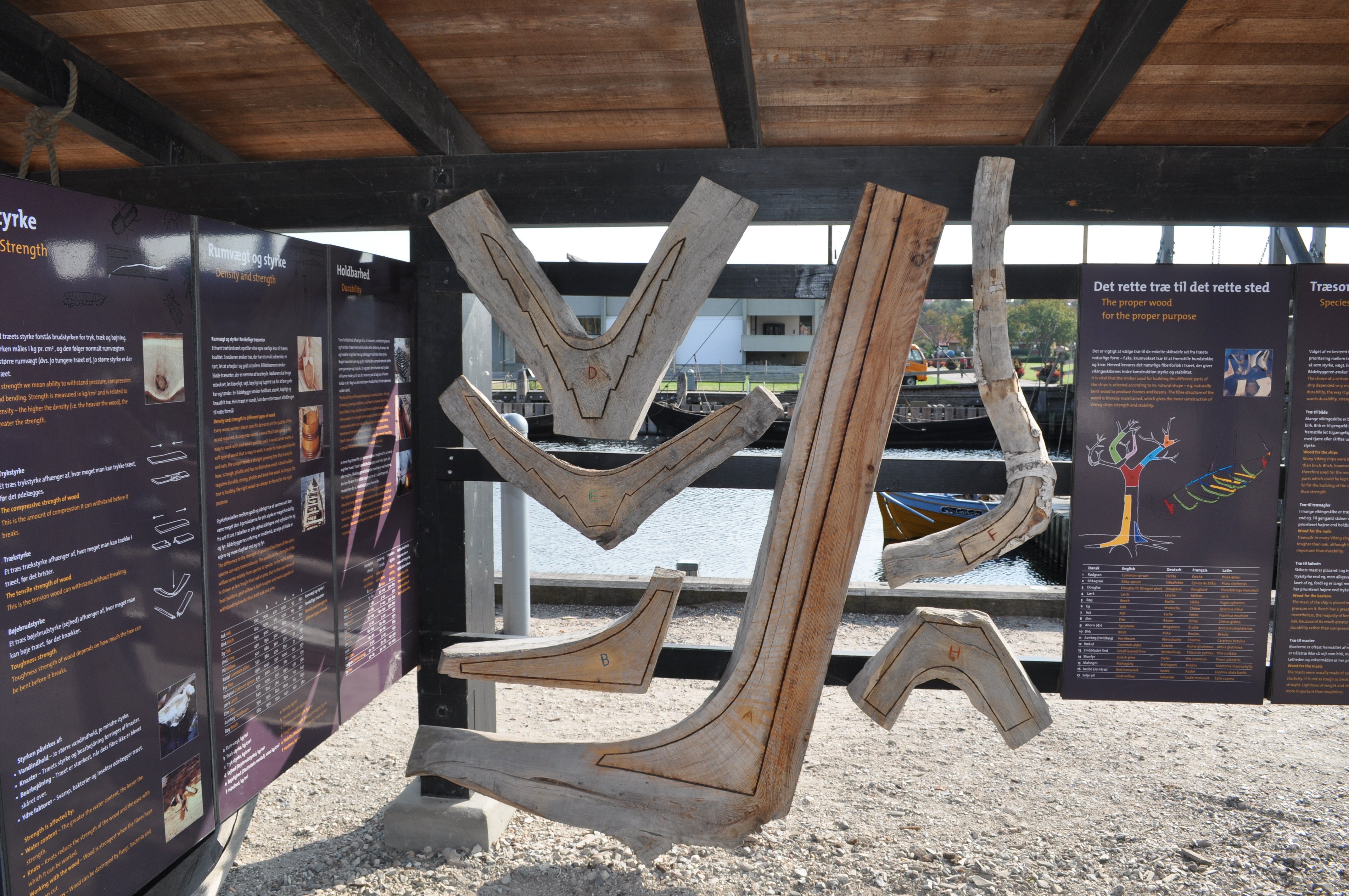
Genoux dans la construction de bateaux

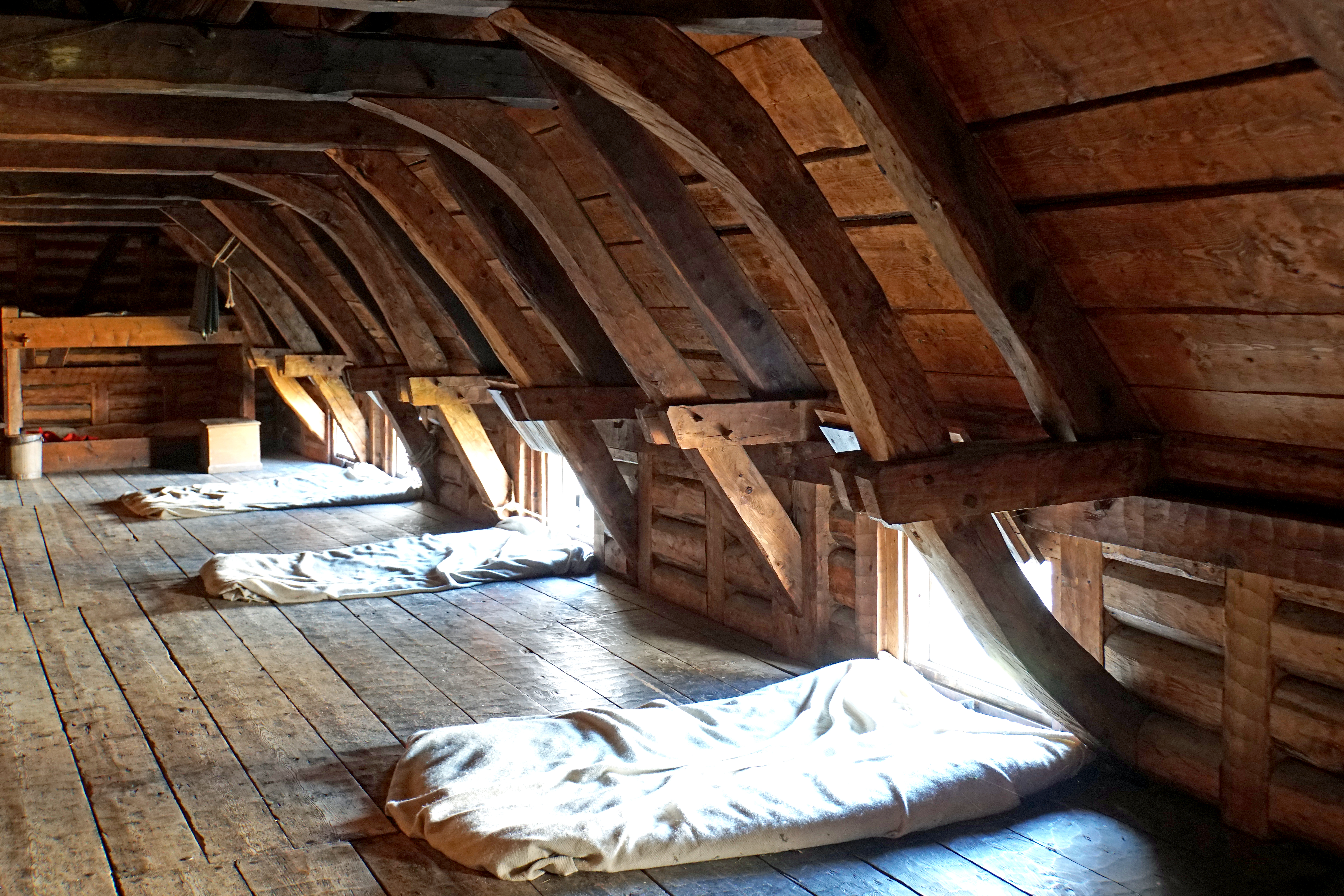
Habitation de Port-Royal, reconstitution historique. Entrait retroussé et jambes de force à la manière des genoux de marine.

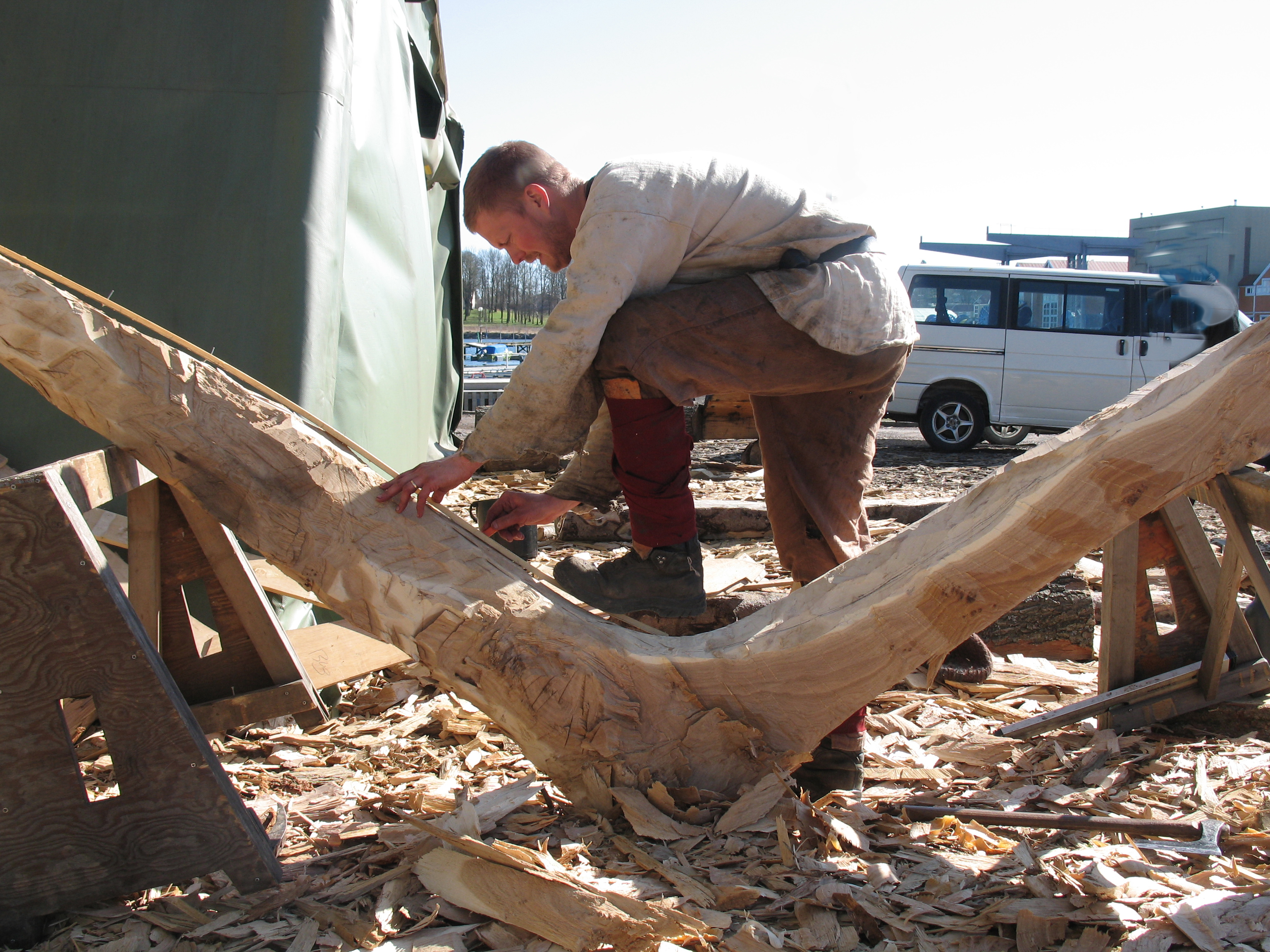
Saga Oseberg, couple, fourcat

Un bois tors ou bois courbe est un bois de construction (bois d’œuvre ou un bois de marine) issu d'un arbre qui n'est pas droit ou qui n'est pas droit de fil.
- Avant qu'elle ne disparaisse presque complètement, ces bois vont être un matériau essentiel de la construction navale en bois. Par extension la carcasse d'un navire était aussi appelée « bois tors ».
- Les bois tors étaient rarement employés comme bois d’œuvre pour la charpente des bâtiments, si ce n'est dans la construction de dômes, de combles cintrés, de voûtes et de cintres ; la courbure des bois était un obstacle à l’équarrissage des bois et y était généralement vue comme un vice[2],[3] : les bois tors (qui ne sont pas droits de fil) ne fournissent pas de pièces droites de qualité puisque le fil du bois y est toujours tranché, et la résistance mécanique du bois détruite au moins dans une certaine mesure[4]. Le Twig work aux États-Unis a su faire usage de bois courbes. En construction on parle simplement de bois courbe.
- La terminologie technique moderne ne retient pour « bois courbe » que des bois cintrés par des procédés industriels avec emploi de la chaleur et de l'humidité[5].

## Bois tors, arbres tordus
On établissait pour les bois de chêne qui servent à la construction des vaisseaux de marine, une distinction entre « bois droits » – ou plus exactement en « bois longs », parce qu’une partie des bois que l’on comprenait dans cette classe, étaient un peu courbes – et en bois tors. La classe des bois longs comprend les pièces dont on fait les quilles, les baux ou barrots, les étambots, les serre-banquières, les hiloires, les bordages, les vaigres, etc..
Henri Louis Duhamel du Monceau appelle les bois tors, « courbants », « bois courbes », ou « bois tord », ou « bois de gabarit », « ces termes sont tous synonymes ». Antoine Joseph de Fréminville distingue « droits » (de « haute futaie » ou simplement « de futaie »), « tors » et « courbe »; les tors et les courbes prennent la dénomination générale de bois courbants; chacune de ces classes se subdivise en cinq catégories, selon les constructions auxquelles on peut les destiner; la première est celle qui est propre aux plus forts vaisseaux; la cinquième sert aux embarcations. On trouve aussi le terme de « vissage ». En anglais on les appelle compass ou curved timber.

### Des bois fonctions des régimes forestiers

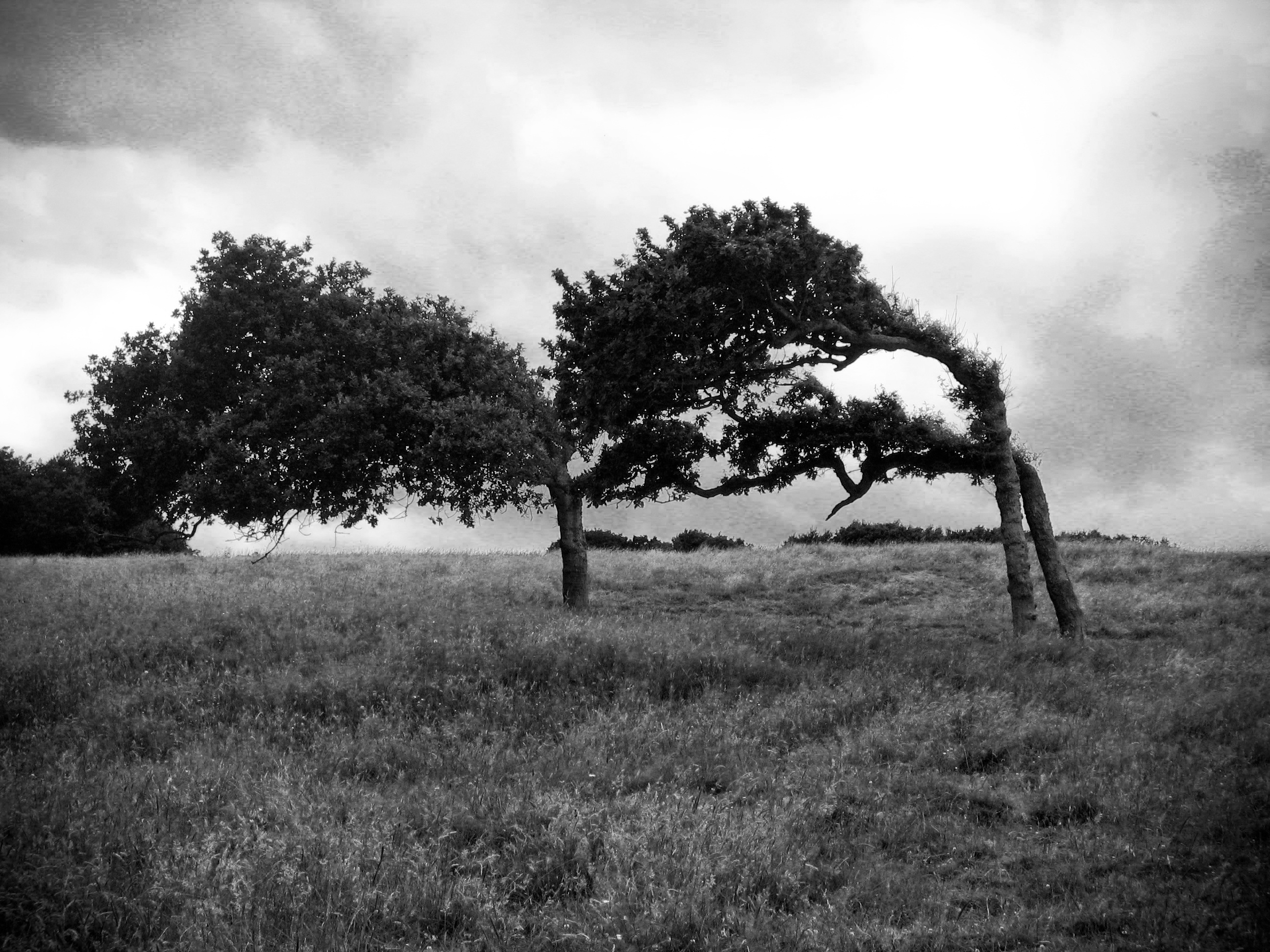
Bois anémomorphosés sur Dieppe, Normandie

Différents bois de marine peuvent être obtenus en fonction des différents régimes forestiers:
Les arbres en pleine futaie fournissent de belles et longues pièces de bois bien droites, les arbres de futaie régulière, surtout les futaies en massif traitées par éclaircies; seules celle-ci pouvaient donner des bois droits de grande dimension, en quantité suffisante, et de bonne qualité; mais on y trouvait peu de courbes à cause de la nécessité d'ébrancher les arbres sur les lisières et aux bords des routes; dans les très bons terrains, car dans les terres médiocres comme celles de la forêt de Rennes « on peut avoir de beaux chênes en massifs mais on n'aura jamais de beaux baliveaux isolés; L'isolement fait couronner un chêne en peu d'années ».

Les arbres isolés, les arbres de pleine lumière, fournissent des bois tors, « qui résistent longtemps aux injures de l'air ». Ces arbres étant surtout frappés par le vent de tous côtés, leur bois est néanmoins ferme, de bonne qualité, excellent pour quantité d'ouvrages qui exigent de la force. Ils sont toutefois sujets à être tranchés, chevillés et roulés, parce qu'ils s'étendent beaucoup en branches, dont l'insertion est quelquefois très-avant dans le tronc.

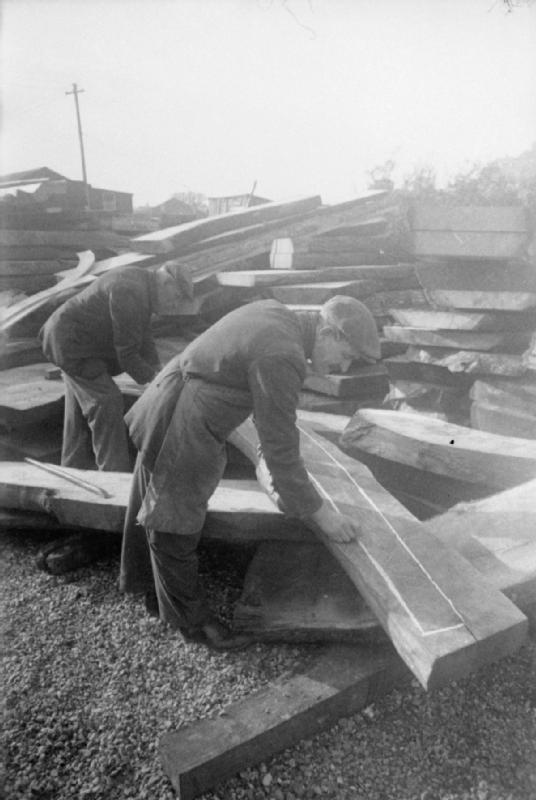
Rye Shipyard- construction de bateaux de pêche à moteur, Rye, Sussex, Angleterre, 1944. Au port de Rye, les mécaniciens de chantier font des marques de découpe à la craie sur des bois qui seront sciés pour devenir la structure d'un bateau de pêche à moteur. Les marques sont faites selon le fil du bois. La légende d'origine indique que le chêne est spécialement sélectionné à cet effet parmi des arbres, dont 100 sont utilisés pour construire chaque navire de pêche. Chaque arbre a entre 80 et 250 ans.

Certains bois fortement anémomorphosés, qui ont grandi sur des sols exposés à un vent dominant, sur des terres littorales ou sur des crêtes, etc., caractérisés par leur port en drapeau, sont appelés à l'international selon l'expression allemande krummholz (bois coudé), expression qui découle de l'usage en marine qu'on en a fait pour la fabrication des courbes, elles prennent aussi en allemand le nom de knieholz (bois de genou) qui est vu comme un synonyme de krummholz, les courbes sont en appelée en anglais knee (genou). En français le port de ces arbres est dit « en drapeau ». En néerlandais on rencontre l'expression krommer.
Les arbres de lisière ont souvent un tronc incliné et un houppier dissymétrique. Les arbres de lisière et du bord des forêts approchant plus que ceux de l'intérieur, de la situation des arbres isolés, sont ordinairement plus durs que ceux des futaies. Ils ne fournissent pas ordinairement de grandes pièces droites, mais ils donnent de bonnes pièces courbes.
Les bois de compression, qui se forment typiquement dans les portions de tiges penchées ou courbées dans les branches des conifères donnent aussi des courbes pour la marine: le végétal s'efforce de reprendre une position normale et réagit (bois de réaction). Preobrazhensky dans son Dictionnaire étymologique de la langue russe note la similitude du mot russe крень (kren'), pour bois de compression, avec le français carène. Dans le dialecte de la province d'Arkhangelsk la significations supplémentaire suivantes du mot « крень » est donnée : sorte de contre-quille en bois de conifère, un patin permettant à un bateau de glisser sur la glace,. Le mot russe крень (kren') désigne aussi l'abattage du navire (крень ou кренгование, krengovanie, voir aussi le lexique de la marine sur Wikipedia en russe), soit l'inclinaison que l'on donne à un navire sur son bord pour travailler sur sa partie sous-marine sans sortir la quille de l'eau, dans certaines opérations de carénage.
Les courbes très rares se trouvent aussi sur les fossés qui entourent les terres cultivées, partout où l'habitude n'est pas d'émonder les chênes, et dans les forêts les mieux traitées en taillis sous futaie. En Angleterre de la même façon, la préférence allait aux chênes rudes poussant dans les haies vives, qui ont suffisamment de place pour développer leurs branches. Ce bois y est finalement devenu très rare à cause de la démolition généralisée des haies vives lorsque le maïs a commencé à être cultivé de manière extensive fin XVIIIe siècle; on a alors recommandé l'usage du mélèze comme arbre de substitution, afin de produire un approvisionnement suffisant en bois en un minimum de temps, et des millions de mélèzes sont ainsi plantés.

### Et les taillis
Les taillis ne fournissaient pas de bois de marine. Milieu XIXe siècle, beaucoup de taillis en France sont aménagés dans l'intérêt des nombreuses usines à fer et les verreries de la Marne, de la Haute-Marne, de l'Yonne et de la Côte d'Or. Les particuliers détruisant leurs futaies les remplacent par des taillis de 6 à 9 ans, quand ils ne défrichent pas tout de suite; mais après quelques exploitations les souches étant usées les propriétaires préfèrent défricher que de repeupler en bois; la plupart des forêts sont dans un état de délabrement avancé.
Il n'y a que l’État, éventuellement les communes et quelques riches propriétaires qui puissent entretenir des hautes futaies, exploiter des forêts de manière à élever des arbres de dimensions assez fortes pour les grandes constructions civiles et navales. Un siècle est à peine suffisant pour produire du chêne en grosseur ordinaire, et il faut quelquefois deux siècles pour en avoir en certains échantillons pour les plus grands navires. Pendant ce temps, six à huit générations de propriétaires se sont succédé, la presque totalité des propriétés passées dans d’autres mains après vingt-cinq ans. La plupart des propriétaires empressés ou pressés de jouir de leur stock de capital, font abattre leurs arbres avant terme ; quelquefois même ils ne peuvent attendre vingt à vingt-cinq ans pour abattre leurs taillis, âge où il est possible de réserver les baliveaux qui pourront devenir les arbres de proportion considérable nécessaires aux belles charpentes ; à dix ans, terme ordinaire des exploitations de bois particuliers, les taillis sont peu élevés, les brins en sont encore faibles. Ceux qu'on laisse pour baliveaux, lorsqu'ils sont seuls et isolés, sont tourmentés, fatigués par les vents ; leurs tiges ne s'élèvent plus, les branches s'allongent et grossissent au détriment du corps; ils ne donnent que des arbres bas et sans importance, presque sans utilité pour les constructions (on les nomme en terme forestier « pommiers », parce qu’ils en ont la forme). Les forêts les plus aptes à fournir les bois de marine sont donc les forêts royales ou les forêts d’État, les seules dans lesquelles on puisse exploiter d’une manière régulière, adopter les révolutions assez longues pour fournir à la marine des bois de fortes dimensions. 

### Bois des racines
Les racines sont une source particulièrement utile, car la structure racinaire de nombreuses espèces d'arbres se déploie naturellement latéralement, juste sous le sol, afin de faciliter l'ancrage de l'arbre. Les racines fournissent une source assez fiable de coudes à environ 90°, qu'il est peut-être impossible de trouver dans d'autres parties de l'arbre. Afin d'obtenir cette matière première pour les coudes, les constructeurs peuvent déterrer une souche dans son intégralité, car contrairement à d'autres parties de l'arbre, il est impossible de juger de la qualité et de la quantité de matière disponible dans les racines, parce qu'elles sont souterraines. Une fois la souche déterrée, les coudes peuvent être sciés ou fendus à partir de coudes naturels appropriés. Cependant, les coudes sciés hors d'une souche peuvent rapidement émousser les outils utilisés pour les façonner et les finir; à mesure que les racines poussent, elles enveloppent de petites particules de sol et de roche, qui agissent comme un abrasif incorporé et accélèrent l'usure des outils tranchants. Pour les essences de bois présentant les caractéristiques de fendage appropriées, telles que le chêne, la souche peut être scindée en coins, avec une grande racine sur chaque coin; chaque coin est ensuite façonné en une membrure pour un petit bateau.

### Témoignage anciens de l'utilisation de bois tors
Les Romains connaissaient déjà la qualité supérieure, aux fins de résistance mécanique, des bois déjà façonnés dans la nature par rapport à ceux produits par les charpentiers de marine. Différentes épaves témoignent de l’usage assumé de bois naturellement courbes: navires de Nemi (Ier siècle), l'épave de County Hall(vers 300), l'épave du Musée des docks romains, l'épave de la baie de Cavalaire .
Un « compte inédit de construction de galères à Narbonne (1318-1320) » relate l'utilisation de gabarits (modulis madaire),,,. À l'Arsenal de Venise, qui offre une première industrie au Moyen-Âge, ils étaient définis de manière générique par les termes « stortami », mais avaient d'autres noms tels que « olta da coscia » et « volta da gamba ». En Ligurie, les charpentiers de l'arsenal étaient appelés « maestro di garibo », terme d'origine arabe avec le sens d'arc ou de courbe; et les formes en bois utilisées pour identifier les arbres à abattre dans les bois étaient appelées avec ce nom. C'est une origine possible du mot « gabarit » en français.
Les courbes sont dûment mentionnés dans les textes du tout début du XVIe siècle, par des termes génériques comme « liesons », « liesson pour les couples », « liens », « contre-liens », « piesses », et la partie courbe de la varangue appelée « genoux » ou « courbaton ». Fin de la période médiévale à Bordeaux il est habituel de voir les charpentiers de marine se faire livrer des pièces dégrossies préparées à l'avance à partir de bois tors et qui doivent être terminées et ajustées sur le chantier de construction. En 1508 des quilles et membrures sont ainsi commandées aux bûcherons de Saint-Macaire. Des marques de bûcheron ou de charpentier et des flèches d'assemblage figurent sur ces élément.
Durant l'âge d'or de la marine à voile aux XVIIe siècle et XVIIIe siècle, les charpentiers choisissent dans les forêts royales les bois tors

### Dénomination des bois tors selon la courbure
Les bois longs qu’on livre dans les ports, sont à deux ou trois pouces près équarris à vive-arête. Quelquefois les bois de gabarit qu’on tire des forêts de Provence pour le port de Toulon, ont été « gabariés » dans les forêts mêmes ; mais cela ne s’est pratiqué que quand ils étaient destinés en particulier à une construction ordonnée, etc.. Toutes les pièces de gabarit doivent être droites sur deux faces opposées; il n’y a que leur différente courbure qui fasse connaitre les usages auxquels elles peuvent être employées,.
La sélection des bois pratiquée dans la forêt suppose une connaissance à priori de la forme des pièces désirées et une reconnaissance des pièces sur site, ce qui pouvait aussi se faire par une autre approche géométrique : pour déterminer le nom des pièces et leur prix on faisait usage de tableau appelé « Tarif ». Après avoir mesuré la longueur de la pièce en pieds et son équarrissage en pouces, on tendait bien raide un cordeau d'un bout à l'autre de la pièce, ce qui formait une corde, la courbe étant la pièce de bois; on présentait ensuite une règle graduée en pouces et lignes sur ce cordeau, à l'endroit le plus arqué de la pièce pour obtenir la flèche de l'arc que les ouvriers nomment « arc de la pièce ». Cette flèche réduite en lignes et divisée par la quantité de pieds de longueur de la pièce donnait l'« arc par pieds », qui était porté dans l'une des colonnes du Tarif. Par exemple une pièce de 14 pieds de longueur et de 14 et 12 pouces d'équarrissage, avec une « flèche de l'arc » de 18 pouces formera un genou de fond de la première espèce. Si la « flèche de l'arc » n'était que de 10 pouces, la pièce était une allonge de la seconde espèce, etc.

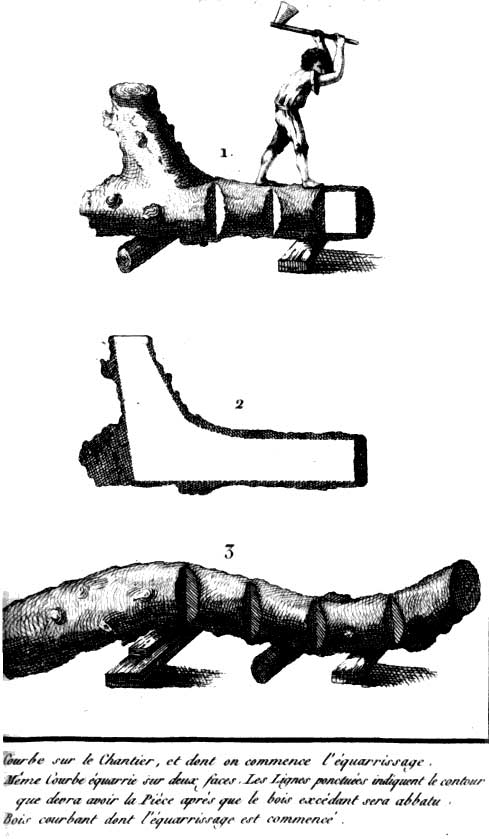
« Courbe sur le chantier et dont on commence l’équarrissage. Même courbe équarrie sur deux faces. Les lignes ponctuées indiquent le contour que devra avoir la pièce, après que le bois excédant sera abattu. Bois courbant dont l'équarrissage est commencé. » Dans Louis Joseph Marie Achille Goujon. Des bois propres aux constructions navales.

L'équarrissage des bois était exécuté de manière que chaque pièce conserve ses propriétés naturelles, sans qu'on augmente la courbure de l'arc, en prenant sur le volume, ou en tranchant sur le fil du bois. La présence d'un peu d'aubier sur les arêtes d'une pièce finie n'était pas considérée comme un défaut absolu; au contraire si l'aubier s'y trouvait réparti également sur toute la longueur et sous la forme de petits prismes de section constante, c'était la preuve qu'une allonge avait été construite avec une pièce brute de la dimension strictement nécessaire, et de plus que sa forme primitive avait été soigneusement conservée. Pour une pièce courbe parfaitement à vive arête et exempte d'aubier il était à peu près certain au contraire qu'elle provenait d'une pièce d'un très fort échantillon dont la plus grande partie avait été enlevée en pure perte, et dans laquelle le fil du bois avait été profondément tranché pour forcer sa courbure naturelle.
Aussi un constructeur soigneux devait-il toujours veiller à ce que les pièces de membrure ne soient pas travaillées à vive arête, et à ce qu'après l'enlèvement de l'aubier elles présentent sur les angles des défournis réguliers et de peu d'étendue. La grande rareté des bois courbes ne permettait malheureusement pas de satisfaire autant qu'on le voulait à cette condition, et le plus souvent on était obligé de forcer l'arc des pièces en émouchant fortement les extrémités et en creusant la face intérieure en sorte que du côté de la concavité il y avait manque de bois, et aubier abondant aux deux extrémités, tandis que la pièce était à vive arête au milieu à l'extérieur.

## Statique

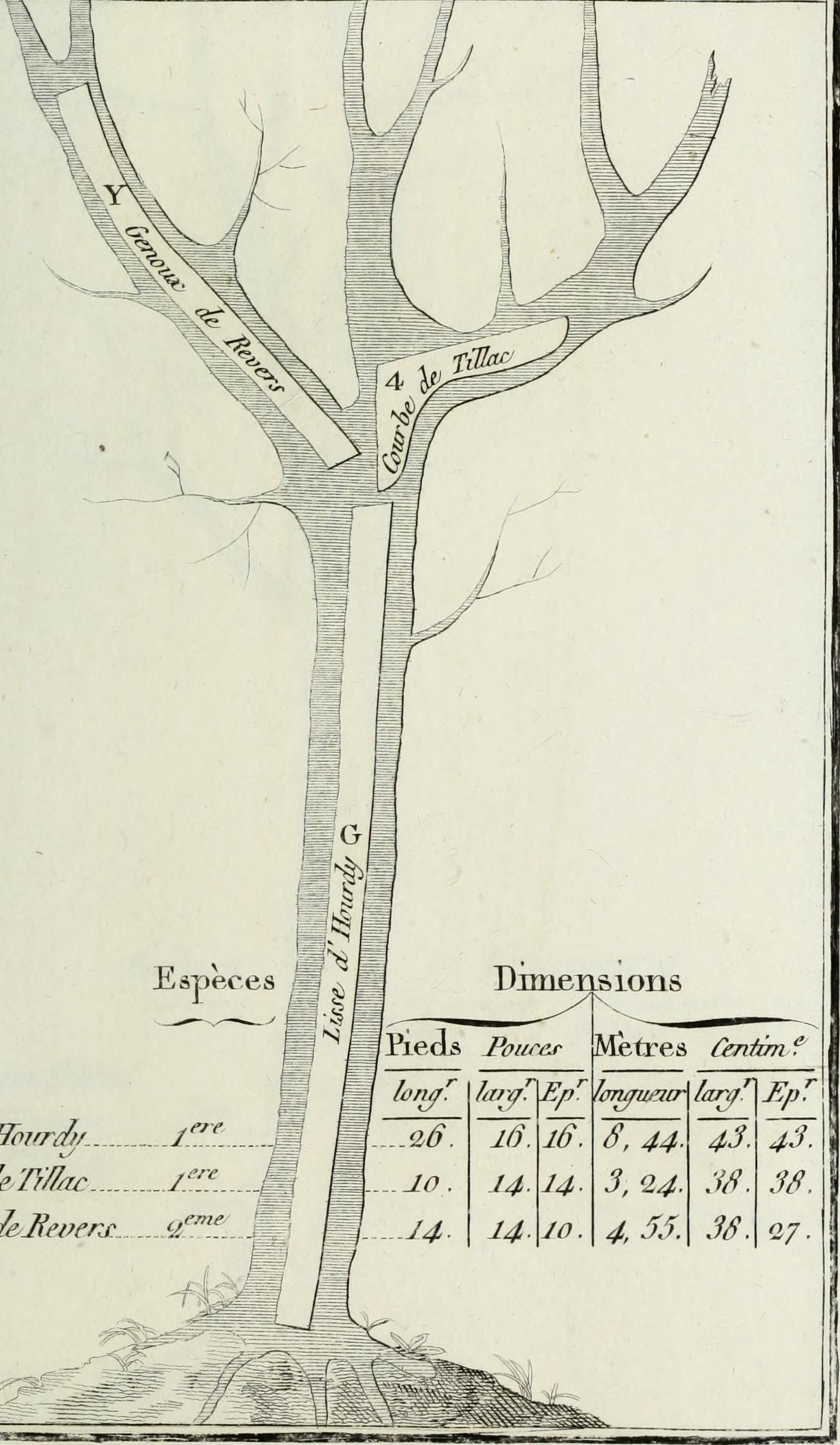
Louis Joseph Marie Achille Goujon. Des bois propres aux constructions navales, manuel à l'usage des agents forestiers et maritimes. 1807

Le bois étant un matériau hautement anisotrope, sa résistance varie considérablement selon la direction de la force appliquée, c'est-à-dire parallèle, radiale ou tangentielle au fil du bois. Parce que le bois est le plus résistant lorsque sollicité en traction ou en compression le long du fil, les meilleurs coudes sont ceux dans lesquels le fil du bois est courbe. Pour un coude avec une inflexion relativement faible, il peut être possible de le couper dans une simple planche à droit fil, tout en lui conservant une résistance suffisante. Cependant, avec une inflexion croissante ou courbure plus accentuée, cette méthode devient difficile à mettre en œuvre car de plus en plus de coudes sont à fil tranché. Les bois tranchés ont des fils obliques qui coupent la pièce et la rendent peu propre à résister à la charge et sont donc considérablement plus faibles; une courbe disposé de cette manière pourrait facilement rompre sous la pression de la main, même s'il est de taille généreuse. Dans l'assemblage des ossatures de bateaux, constamment soumises aux chocs et à la fatigue, cette pratique est inappropriée. 
Pour éviter ce problème, les courbes plus nettes sont réalisées à l'aide de méthodes garantissant un alignement parfait du fil du bois et de la direction de la charge, de manière traditionnelle en utilisant les « bois tors » dans lesquels le fil est courbe. Les courbes qui sont plus accentuées peuvent être prélevées à plusieurs endroits dans un arbre, le plus commun étant l'intersection du tronc et d'une grosse branche. On prélève aussi ces bois courbes hors d'une fourche, ou des racines; on tire souvent d'un même arbre plusieurs courbes de différentes forces, selon la grosseur de ses branches et leur disposition, parce qu'il en faut de toutes sortes d'ouvertures pour les placer, suivant les circonstances, dans les différents angles ou encoignures du vaisseau.
Les bois tors pouvaient être des bois de réaction. Un bois de réaction se forme typiquement dans les portions de tiges penchées ou courbées et dans les branches; le végétal s’efforce de reprendre une position normale en « réagissant »; il en résulte des caractères anatomiques plus ou moins distinctifs; pour les dicotylédones du bois de tension et pour les conifères du bois de compression.
Les bois tors devenant rare, des techniques de mise en forme des arbres ont été utilisées pour faire pousser un arbre selon la forme souhaitée. (en anglais on parle de « grown knee », de coude cultivé). 
D'autres techniques ont été aussi utilisées pour réaliser les courbes notamment par cintrage à la vapeur ou en stratifiant. Les bois tors sont généralement considérés par les constructeurs de bateaux comme les « meilleurs »; et il y a une forte tradition associée à cette pratique, mais les genoux cultivés ne peuvent pas atteindre la même force qu'un bon genou stratifié.
La disposition des fibres en courbes ou en hélice des bois tors les rendait impropres à l'équarrissage pour les bois de construction des bâtiments; c'est un défaut sans importance quand on utilise l'arbre entier mais il devient grave lorsqu'on débite la pièce parce que les fibres sont tranchées et la résistance du bois détruite au moins dans une certaine mesure.

## Essence de bois
Dans les marines française et anglaise la plupart de ces pièces étaient en chêne. Par tradition, en raison de leur ouvrabilité, de leur résistance et durabilité, certaines essences de bois sont particulièrement recherchées pour la fabrication des genoux (knees).
Jusqu'en 1804, dans la marine anglaise seuls quatre types de bois étaient utilisés dans les membrures des navires du roi: chêne, orme, hêtre et sapin; parmi eux, le chêne était de loin le plus utilisé, et s’il y avait eu suffisamment de chêne, il n’y aurait pas eu de désir d’utiliser d'autre bois; comme le dit l'écrivain anglais John Evelyn (1620-1720), it is « tough, bending well, strong and not too heavy, nor easily admitting water », le bois de chêne est résistant, se pliant bien, fort et pas trop lourd, ne laissant pas passer l’eau. Mais il ne suffisait pas que les navires soient construits en chêne; ce devait être du chêne anglais, de préférence des comtés du sud-est, en particulier du Sussex. La particularité du chêne d’Angleterre était son individualité inhabituelle en matière de forme. Selon Robert G. Albion, on pouvait trouver des chênes sur le continent qui poussaient par milliers dans de vastes forêts, avec des troncs presque uniformément droits et minces, pratiquement dépourvus de branches. Par contre, les chênes anglais prenaient souvent la grande variété de formes nécessaire à l'obtention des bois tors; en particulier les chênes rudes poussant dans les haies vives, qui ont suffisamment de place pour développer leurs branches. On croyait que les chênes anglais acquéraient une résistance due au vacillement constant avec le vent, ce qui leur donnait des formes étranges tout en renforçant leur bois. Malgré de nombreux défauts de croissance, le chêne anglais produisit du bois admirablement bien adapté aux besoins de la marine. Son principal inconvénient était sa lenteur de croissance, qui exigeait un siècle de prévision en matière de politique forestière; mais cette lenteur même de la croissance est très souvent un élément de force du bois. C'est un fait intéressant que le bois est finalement devenu très rare à cause de la démolition généralisée des haies vives lorsque le maïs a commencé à être cultivé de manière extensive fin XVIIIe siècle. C'est ce qui apparait dans différents rapports commandés début XIXe siècle. On recommande alors le mélèze comme arbre de substitution pour produire un approvisionnement suffisant en bois en un minimum de temps et des millions de mélèzes sont ainsi plantés.
Les souches de Tamarack (également connues sous le nom de hackmatack) font partie des essences de résineux préférées pour les genoux cultivés, tandis que Quercus alba, Quercus virginiana (live oak) et l'orme sont préférés pour les bois durs pour les genoux cintrés en raison de leur flexion aisée à la vapeur.

## Moyens artificiels d'obtenir des bois courbes
Les pièces de bois naturellement courbées étaient très rares, et pour cette raison très chères. On a cherché depuis longtemps, et notamment en Angleterre, divers moyens pour les courber. Dans la plupart des cas, à défaut de bois courbes, on était forcé de débiter de fortes pièces, pour pouvoir donner à de plus petites, la forme ou la courbure nécessaire; il en résultait par conséquent des pertes de matériau considérables.
Dans les limites fixées par l'épaisseur et les essences de bois utilisées et le rayon de courbure requis, un bois correctement sélectionné et préparé pouvait être plié pour produire des pièces de résistance acceptable bien que plus faibles que celles faites de bois naturellement courbé ou d'éléments courbés en lamellé-collé. Le cintrage du bois est pratiqué depuis longtemps, mais les pourcentages élevés de bris qui se produisent dans de nombreuses opérations de cintrage montrent que les pratiques actuelles sont souvent insuffisantes.

### Mise en forme des arbres vivants

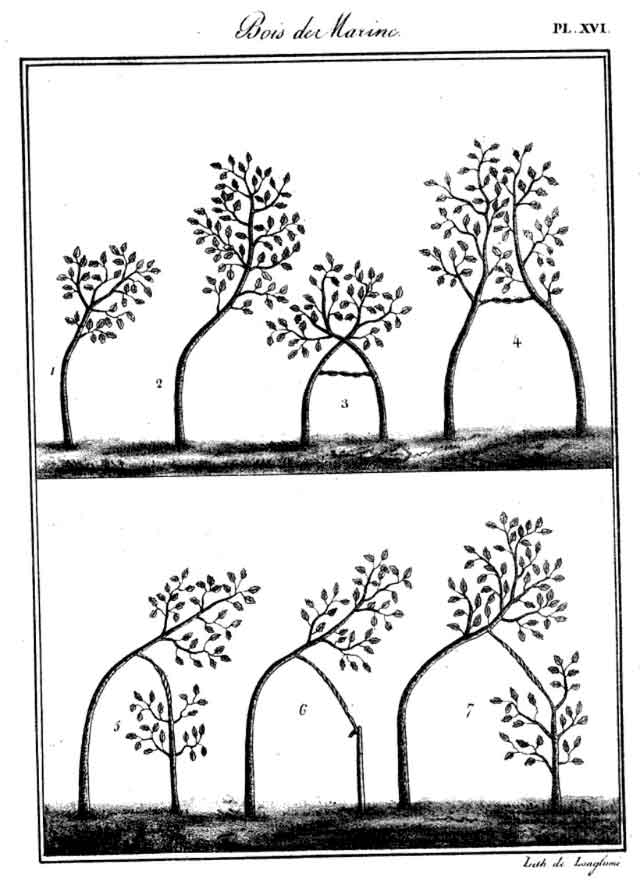
Jacques-Joseph Baudrillart. 1825. Bois-de-marine.-Planche-XVI.

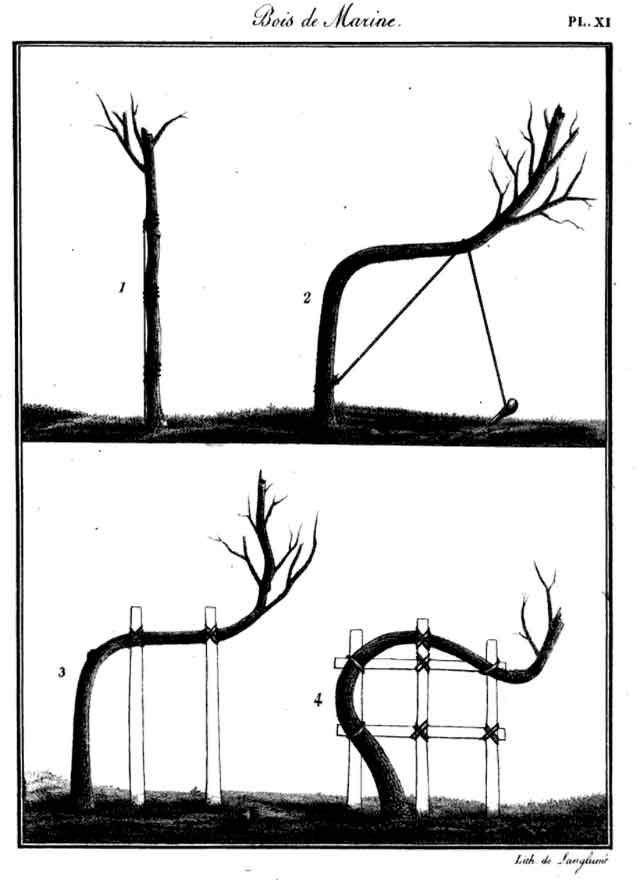
Jacques-Joseph Baudrillart. 1825. Bois-de-marine.-Planche-XI.

Un des moyens qui fut d'abord mis en usage consistait à faire ployer des jeunes arbres en assujettissant leur tige par des cordes ou par des piquets; on les maintenait dans cette situation assez longtemps pour que l'arbre abandonné à lui-même conserve la courbure qu'on voulait lui faire prendre. Ce moyen qui contrarie la forme primitive de la tige était toutefois préjudiciable à son développement, parce qu'il retardait la végétation; si cette méthode a été mise en œuvre à une quelconque époque de manière importante, elle n'était plus en usage au XIXe siècle. 

Les courbes étant rares, on a trouvé le moyen de produire des courbes par ces moyens artificiels:

« Liez ensemble les cimes de deux jeunes chênes, elles se souderont, continueront à végéter et formeront après quelques années une ogive qui pourra être employé, comme varangue ; infléchissez un arbre, il fournira des courbans ; dirigez chez un autre les branches dans tel ou tel sens, vous aurez des pièces coudées de toutes les formes ; espacez les arbres au lieu de les laisser en massif serré, et vous leur donnerez la force et l’élasticité de ceux qui ont végété en plein air. En un mot, donnez à vos forêts une culture déterminée, et vous en obtiendrez des produits que ne fournissent qu’accidentellement celles qui sont laissées à elles-mêmes »

### Pliage à froid
De nombreux éléments de navires en bois peuvent être pliés de manière satisfaisante, en particulier ceux des types de navires plus petits qui sont relativement légers. Certaines parties peuvent être pliées en place à froid, par exemple, le bordage est généralement forcé ou se met en place de cette manière, à moins que les courbes ou les torsions ne soient trop importants. 

### Ployage à la vapeur ou à l'eau bouillante
Les genoux pliés (bent knees) dans cette méthodes sont formés en ramollissant le bois à l'eau bouillante, à la vapeur ou au micro-ondes (pour les petits composants), pour le rendre flexible. Tandis qu'il est encore chaud, le bois peut être plié selon une forme adaptée à l'emplacement - soit sur un gabarit ou matrice, soit en le forçant et en le fixant directement à l'emplacement d'utilisation finale. Le cintrage à la vapeur est une méthode éprouvée pour façonner les ossatures de bateau, mais il affaiblit légèrement le bois, il peut laisser des contraintes résiduelles pouvant causer une rupture ou un retour élastique au cours du temps, et il est limité dans le degré de courbure qu'il peut atteindre, en particulier pour les membres épais. En outre, toutes les espèces de bois ne se plient pas bien à la vapeur.
La technique de ployage à la vapeur est connue par les romains depuis le Ier siècle, et avant par les peuples nordiques, mais elle ne permet pas de cintrer de grosses sections telles les membrures,. Au XIXe siècle, elle consistait à chauffer le bois dans tous les sens de manière égale, de manière à lui communiquer une chaleur uniforme et à humidifier de manière qu'il ramollisse et augmente son élasticité, afin d'arriver à pouvoir lui donner toutes les formes que l'on désirait sans l'exposer à se fendre, et à éclater pendant l'opération. C'est aussi par des moyens analogues qu'on pouvait dresser les bois qui seraient courbés ou déjeté. Ces procédés n'étaient pas précisément du ressort des charpentiers. 
Lorsque l'ouvrage pressait on étuvait les bois en les laissant dans le sable échauffé autant d'heures qu'ils avaient de pouces d'épaisseur; trois heures pour un bordage de trois pouces; quatre heures pour un bordage de quatre pouces, etc..
Bien que le bois de toutes les essences puisse être courbé ou cintré dans une certaine mesure, lorsque des courbures sévères sont nécessaires, seuls les bois durs peuvent être utilisés. Le chêne, l'orme, l'hickory, le frêne et le hêtre ont longtemps été utilisé comme matériau de cintrage. Aux États-Unis, les white oaks (Quercus alba) ont été choisis pour leur plus grande résistance à la pourriture.
Les bois ne peuvent présenter une pente de fil (déviation de la direction des fibres par rapport à l’axe longitudinal de la pièce) trop raide, car elle provoque une cassure excessive lors de la flexion: la pente de fil ne doit pas dépasser un rapport de 1 sur 15, sauf lorsque des sangles de courbure sont utilisées; et lorsque la courbure n'est pas trop prononcée une pente de fil de 1 sur 12 peut suffire; les irrégularités de fil autour des nœuds et des loupes selon leur emplacement peuvent être déterminantes. Le bois doit être exempt de pourriture. Le bois à haute densité est souhaitable en raison de ses propriétés de résistance supérieures, mais avec une technique de cintrage appropriée, les critères de haute densité ou de vitesse d'accroissement (déterminée par le nombre d'anneaux de croissance par pouce de rayon) ne sont pas essentiels au succès du cintrage. Les défauts tels que les nœuds, les trous de ver et les défauts de surface ont tendance à provoquer des défaillances, mais de petits nœuds sains près des extrémités, des gerces de surface modérées et des trous de ver dispersés sont autorisés. Les bois contenant des fentes ou de la moelle ne convient pas au cintrage. Généralement, il est préférable de faire le cintrage avec le côté écorce de la pièce servant de face de tension.

### Bois stratifiés
La plus importante des réalisations du XXe siècle a été l'adoption du bois collé comme matériau d'ingénierie dans la construction de navires à coque en bois. De grands éléments structuraux ou des panneaux de forme droite ou incurvée permettent une utilisation beaucoup plus efficace du bois qu'auparavant. Ce développement est le premier changement fondamental dans la construction navale en bois en 2 000 ans.
Les genoux stratifiés sont formés en recouvrant d'adhésif de fines bandes de bois flexibles, en les superposant pour obtenir l'épaisseur requise, puis en forçant le pli souhaité dans la matrice et en l'immobilisant jusqu'à ce que l'adhésif soit durci. Les coudes stratifiés sont très solides et peuvent prétendre à des formes difficiles à obtenir par d’autres méthodes, mais ils ont besoin de temps pour que l’adhésif soit dur, ils sont plus compliqués à construire et doivent utiliser un gabarit ou une dispositif de serrage pour les immobiliser jusqu’à l'adhésif soit sec.

## Terminologie de la marine française
Les bois longs qu’on livre dans les ports, sont à deux ou trois pouces près équarris à vive-arrête. Quelquefois les bois de gabarit qu’on tire des forêts de Provence pour le Port de Toulon, ont été gabariés dans les forêts mêmes; mais cela ne s’est pratiqué que quand ils étaient destinés en particulier à une construction ordonnée, etc.. Toutes les pièces de gabarit doivent être droites sur deux faces opposées; il n’y a que leur différente courbure qui fasse connaitre les usages auxquels elles peuvent être employées.
Les bois de gabarit sont toutes les pièces propres à faire les étraves , les contre-étraves, les porques, les courbes d’étambot, d’arcasses et autres, les varangues de fond et acculées; celles de porques, les guirlandes, les membres, comme genoux-de-fond, première, seconde et troisième alonge; les alonges-de-revers, celles d’écubier, les pièces de tour, pointes de préceintes, etc.
Dans la marine, ces pièces prennent reçoivent premièrement différents noms selon leur section, leur longueur et leur degré de courbure (exprimé par la flèche de l'arc). Ce nom peut ensuite varier selon la destination de la pièce, etc.: « genou », « courbe », « courbant » ou « bois courbant », « courbaton », « allonge ».
Le nom est donc suivi éventuellement par exemple du nom de la membrure à laquelle il se raccorde (« courbe d'arcasse », « courbe de bossoir », « genoux de couple », « genoux de fond », etc.). Les courbes, qui servent ainsi à lier ensemble les parties extrêmes de la muraille d'un navire, soit à l'avant, soit à l'arrière, s'appellent « courbes de liaison ». « Le courbant a beaucoup moins d'arc que la courbe ». La « guirlande » ou « guerlande » désigne une autre pièce de bois courbe formant liaison aux extrémités du navire et à l'intérieur, particulièrement de l'avant, en dedans de l'étrave.

### Genoux
Un genou ou courbe est une pièce de bois naturellement courbe, ou coupée courbe. Les genoux sont une forme courante de renforcement dans la construction des bateaux et parfois dans les charpente en bois.
En français on distingue on distingue genoux de couple, en genoux de fond, en genoux de porques, genou de revers,:
- genoux de couple — pièces de bois, qui, dans la composition d’un couple de vaisseau s’étirent et s’accolent en partie sur une branche de varangue et sur la première allonge placée au bout de cette varangue;
- genoux de fond — lient les premières allonges aux varangues, en s'empattant contre les unes et les autres, formant ensemble la rondeur des membres; et au-dessus desquels aboutit les secondes élonges. les genoux de fond, parce qu'ils appartiennent aux couples les plus larges ou à ceux qui correspondent au milieu de la longueur du vaisseau; les genoux de revers, parce qu'ils font partie des couples placés aux extrémités du bâtiment, et qu'ils présentent leur convexité à son intérieur;
- genoux de revers — font partie des couples placés aux extrémités du bâtiment, et présentent leur convexité à son intérieur;
- genoux de porques — unissent les allonges avec les varangues de porques, et forment ensemble les porques; de la même manière que les autres membres; porques qui ne sont que des couples placés en-dedans des premiers, ont aussi des genoux (appelés genoux de porques) dans le nombre de leurs pièces composantes.

### Courbes et courbatons
« Courbe » est le terme générique de toutes pièces de bois de fortes dimensions à deux branches coupées en arc dont on se sert pour faire les cintres , etc. d'un navire. On tire traditionnellement les courbes de la tête des arbres: la plus forte branche, et d'autre part le corps de l'arbre forment courbe et leur jonction s'appelle « collet ». 
Les courbes servent le plus ordinairement à lier les baux avec les membres du navire; ils font ensemble une liaison solide, lorsqu'ils sont exactement joints aux baux et aux côtes du vaisseau, sur lesquelles on les cheville, de manière que l'angle de chaque courbe soit parfaitement emboîté dans l'angle formé par le bord et les baux; les baux non seulement des ponts, mais aussi du faux-pont et des gaillards, des chambres et du tillac. Ils prennent le noms de « courbes des baux » ou « gousset de barrot »; les noms peuvent être suivi du nom de la membrure à laquelle les courbes se raccordent « courbes de tillac », « courbes de chambre », « courbes de pont », « courbes de gaillard ». Suivant leur position, ces courbes sont aussi nommées « verticales », « horizontales », ou obliques.
En général, les courbes prennent le nom des pièces auxquelles elles se rattachent particulièrement. Ainsi on appelle: courbe d'arcasse, courbe de bossoir, courbe de bittes, courbe de capucine, courbes d'écubiers ou guirlandes, courbes d'écusson ou de contre-lisse, courbe d'étambot, courbe de jottereaux. Les courbatons – diminutif de courbe, petites courbes – servent à lier les baux des gaillards et dunettes avec les membres; on emploie encore les courbatons à d'autres usages, on distingue: courbaton ou taquet de hune, courbaton de beaupré, courbaton de bittes..
- Nicolas Ozanne. Construction des vaisseaux. Membre du vaisseau détachés les uns des autres.
À la poupe:
B – étambot; D – contre-étambot extérieur; F – courbe d'étambot; L – râblure de l'étambot; Q – estains;o – marsouins; 19 – gouvernail;
A – La quille: u – contre quille;
À la proue:
C – étrave; E – contre-étrave; I – brion ou ringeot; M – râblure de l'étrave; R – guirlandes; S – guirlandes des ponts;
27 – courbes capucines de l'éperon; 28 – allonges de revers; 29 – jottereaux; 30 – gorgère ou taille mer, etc.

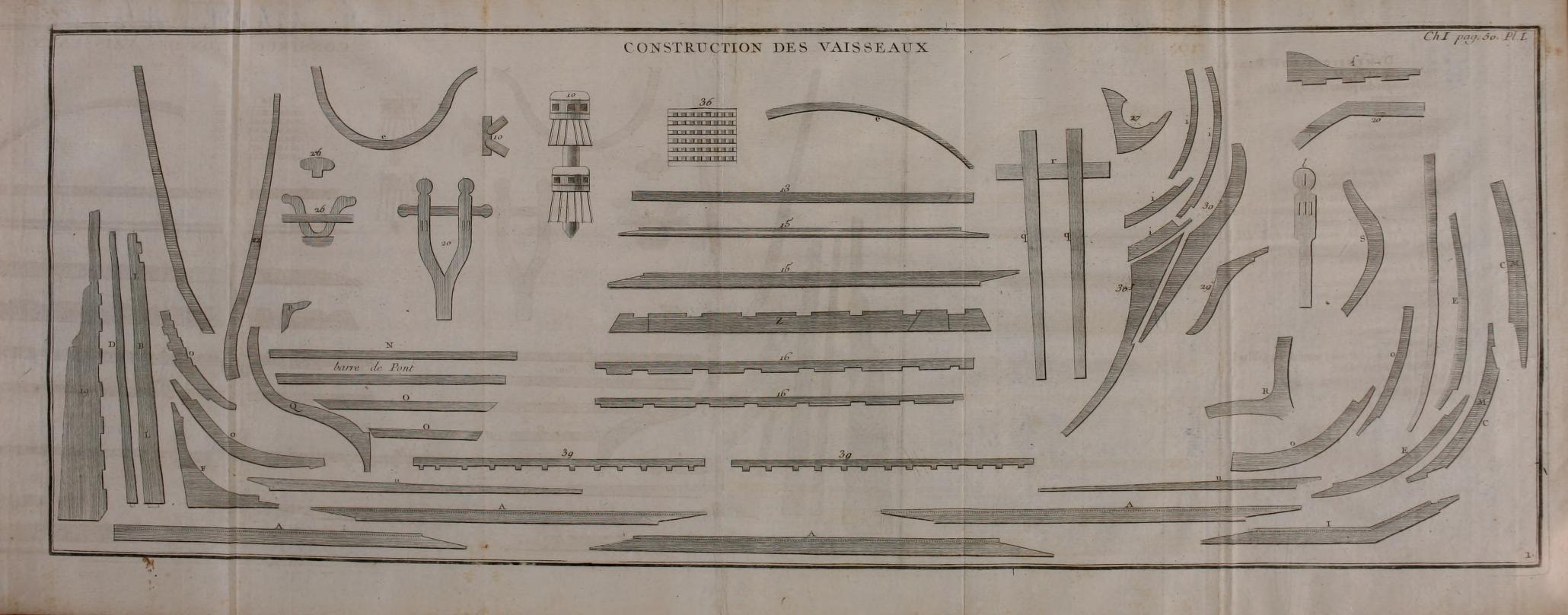
Nicolas Ozanne. Construction des vaisseaux. Membre du vaisseau détachés les uns des autres. À la poupe: B – étambot; D – contre-étambot extérieur; F – courbe d'étambot; L – râblure de l'étambot; Q – estains;o – marsouins; 19 – gouvernail; A – La quille: u – contre quille; À la proue: C – étrave; E – contre-étrave; I – brion ou ringeot; M – râblure de l'étrave; R – guirlandes; S – guirlandes des ponts; 27 – courbes capucines de l'éperon; 28 – allonges de revers; 29 – jottereaux; 30 – gorgère ou taille mer
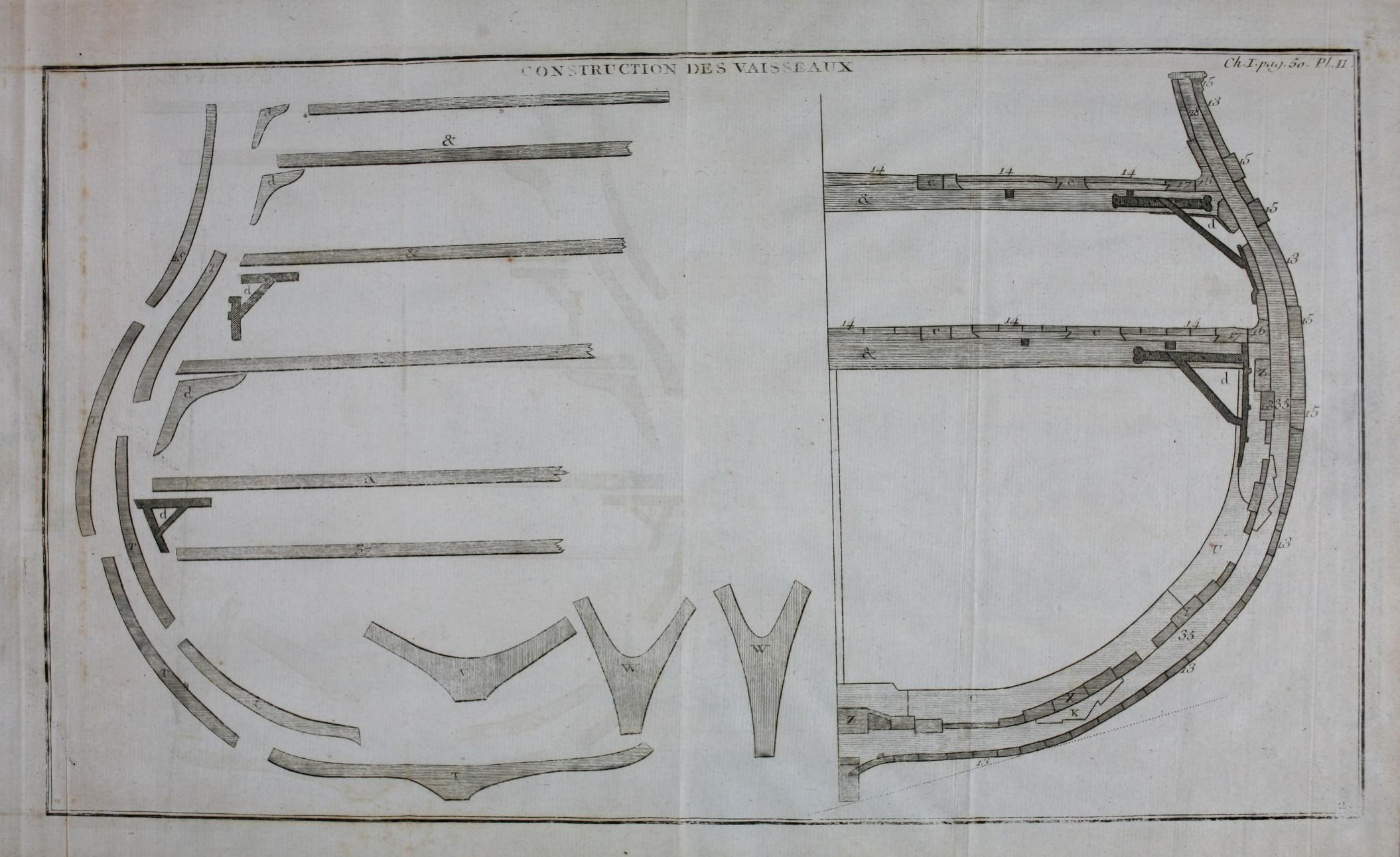
Même auteur. Couple; en d — « courbes des baux » ou « goussets de barrot »

## Terminologie de la marine anglaise

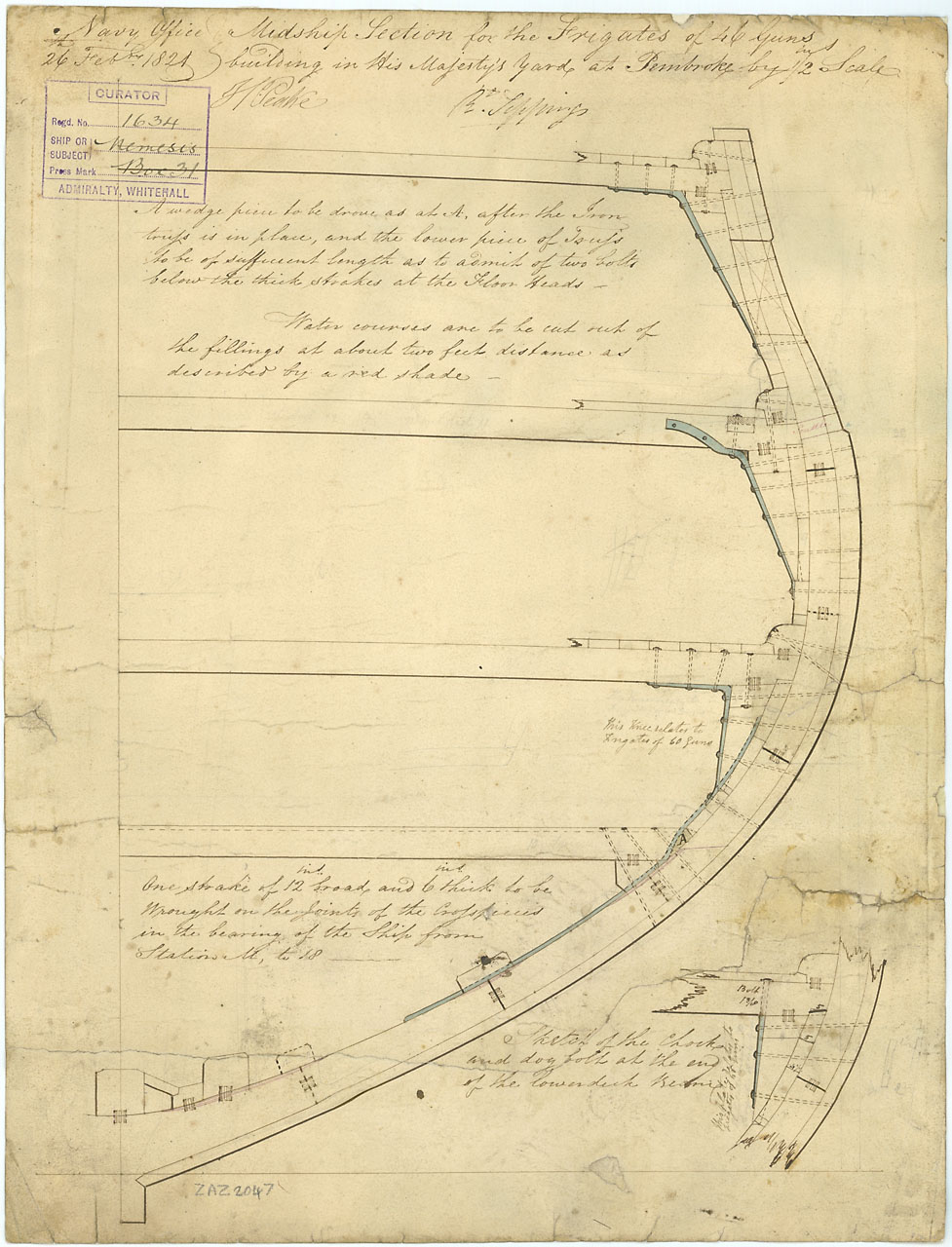
Druid (1825); HMS Nemesis (1826) emplacement des knees, la charpente est en fer

En anglais on appelle les bois tors « compass » ou « curved timber ».
Les courbes sont appelés « knee »

## Galerie
Extrait de l'ouvrage de Louis Joseph Marie Achille Goujon, Des bois propres aux constructions navales, manuel à l'usage des agents forestiers et maritimes. de 1807, qui « figurent les bois sur pied, sous les différentes formes qu'ils ont reçu de la nature, qui les rendent propres à l'usage de la marine ».

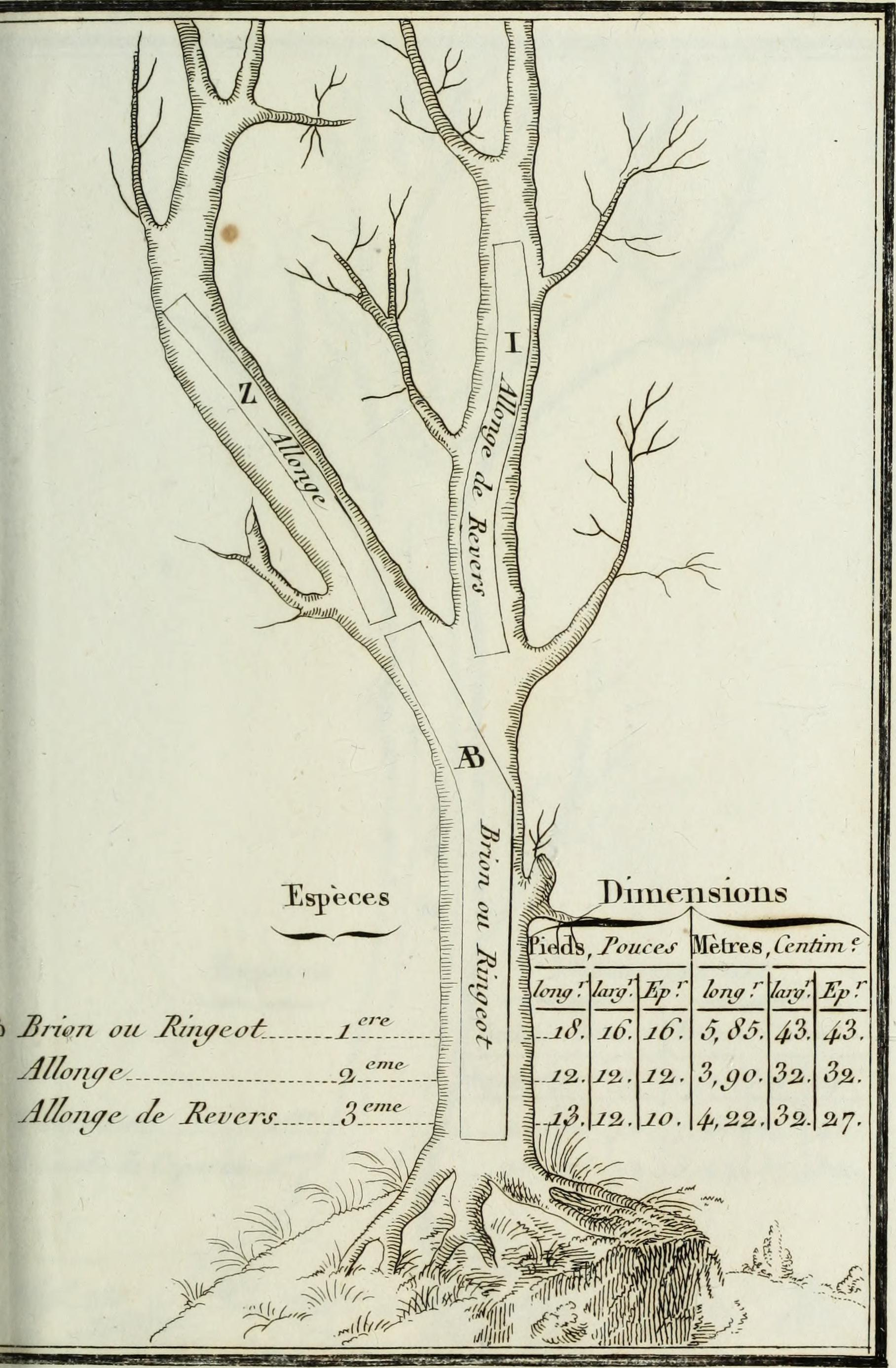
Brion ou ringeot; Allonge; Allonge de revers
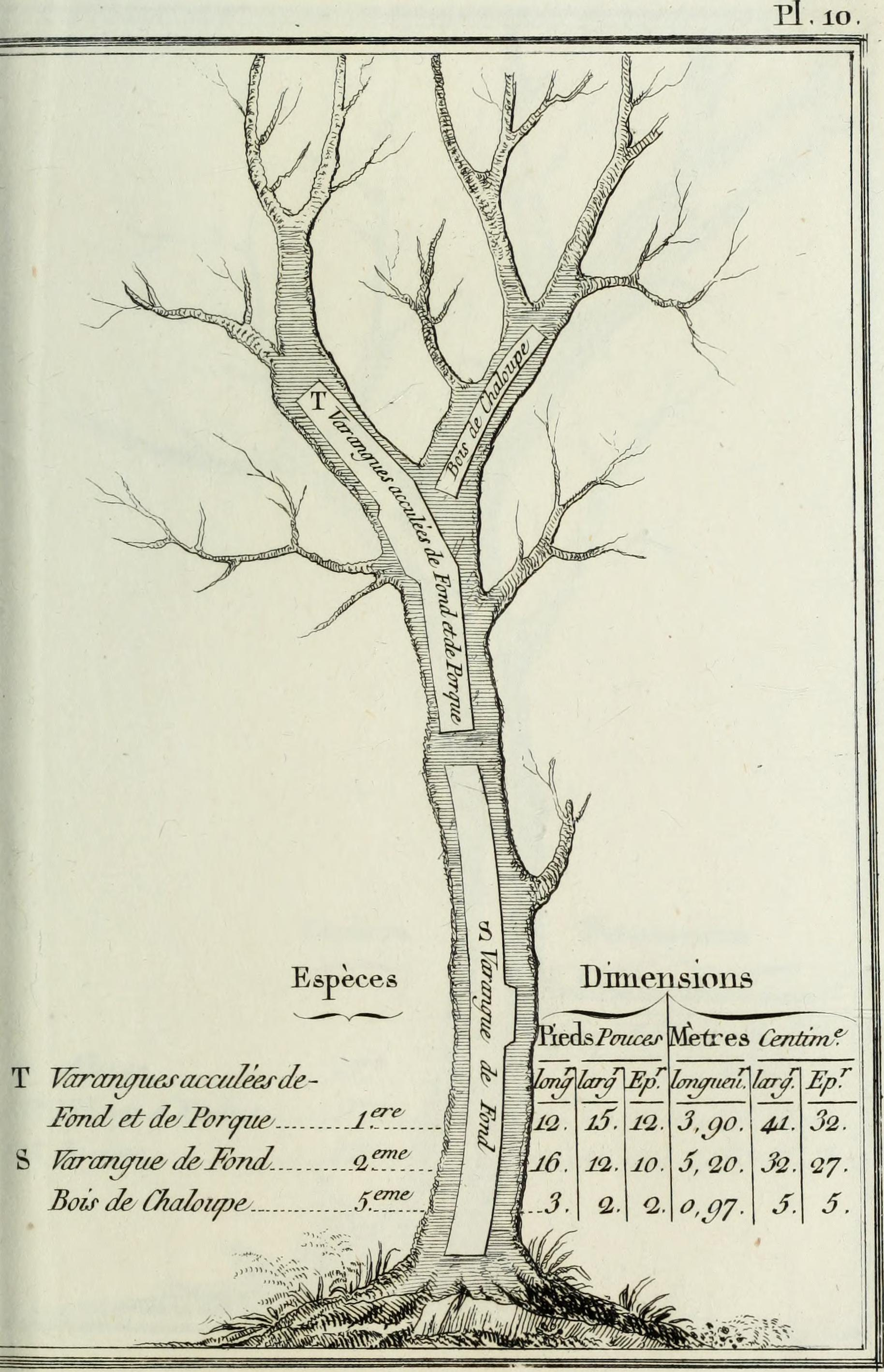
Bois de chaluppe; Varangues acculées de Fond et de Porques; Varangue de fond
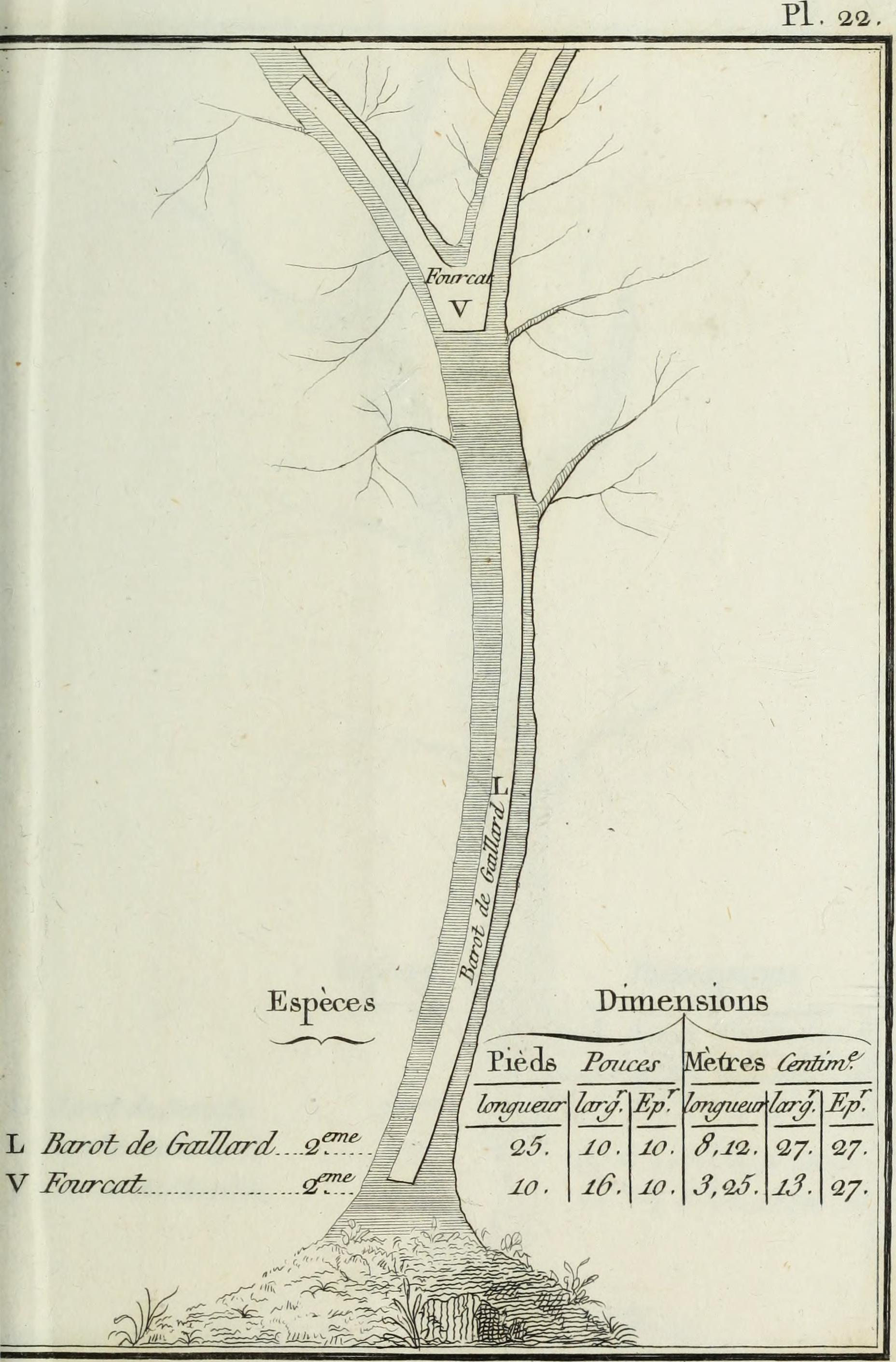
Barrot de gaillard; fourcat. La courbure du barrot crée le bouge.
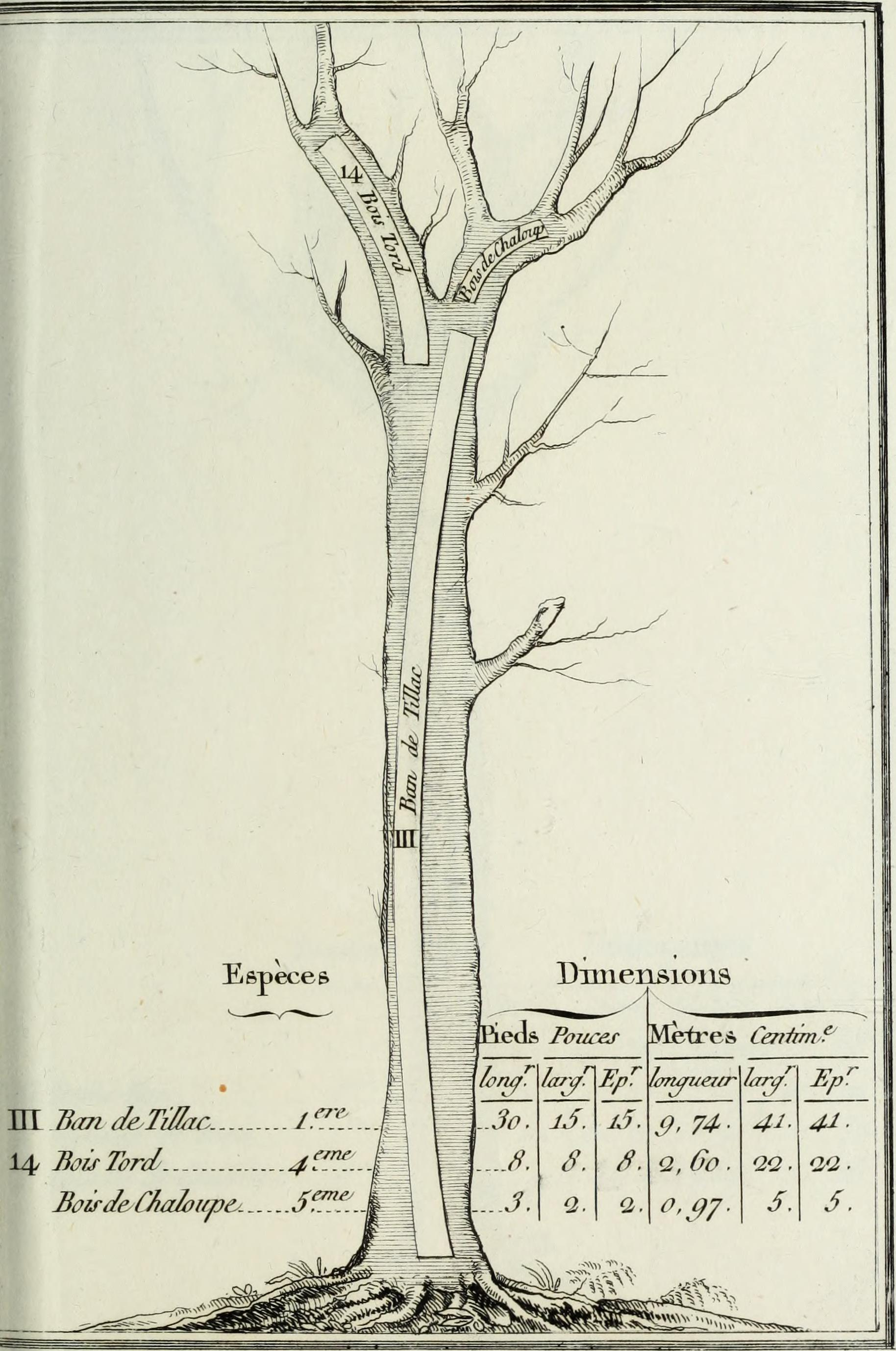
Bau de tillac; Bois tord; Bois de chaloupe
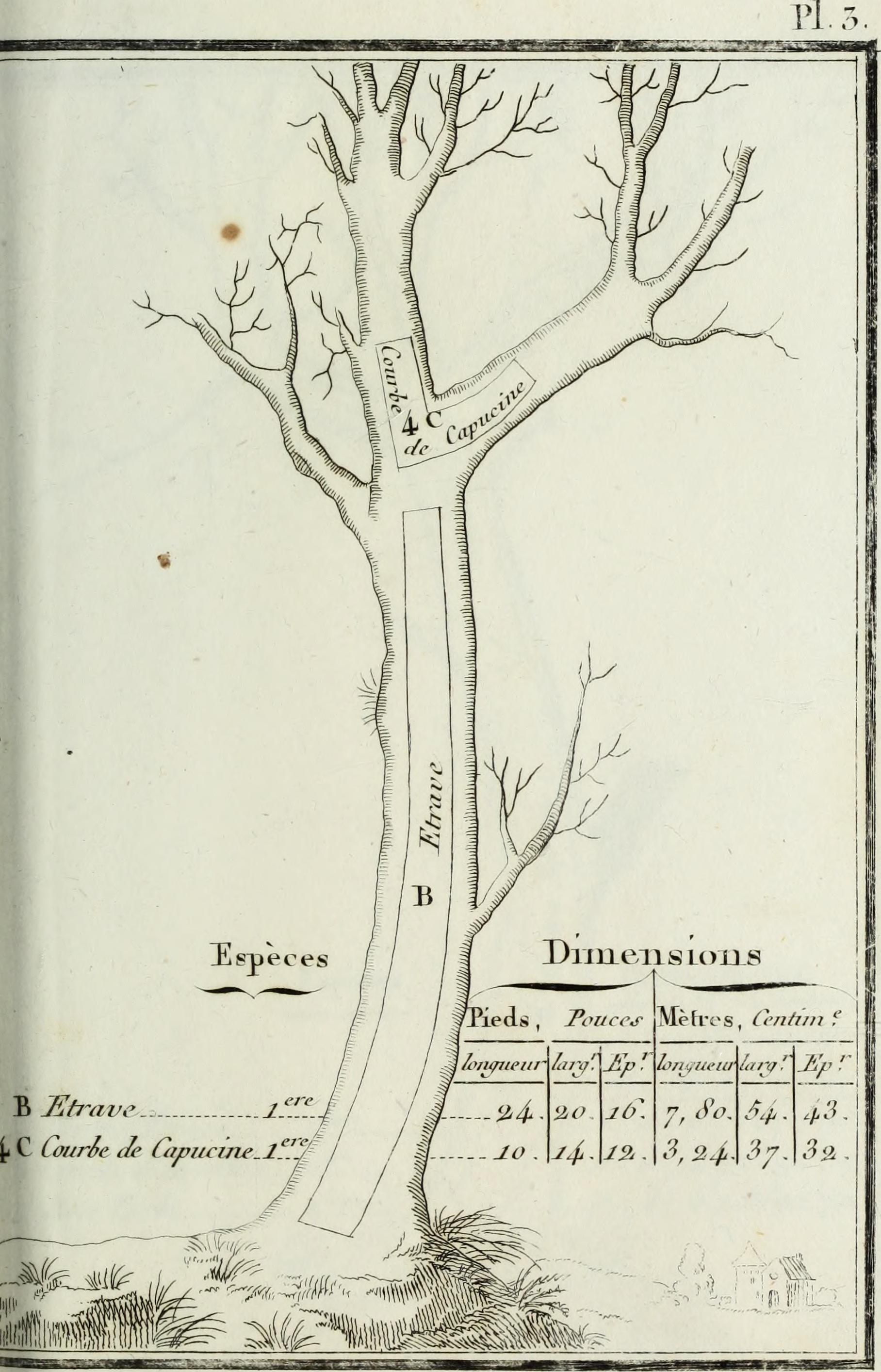
Étrave; Courbe de capucine
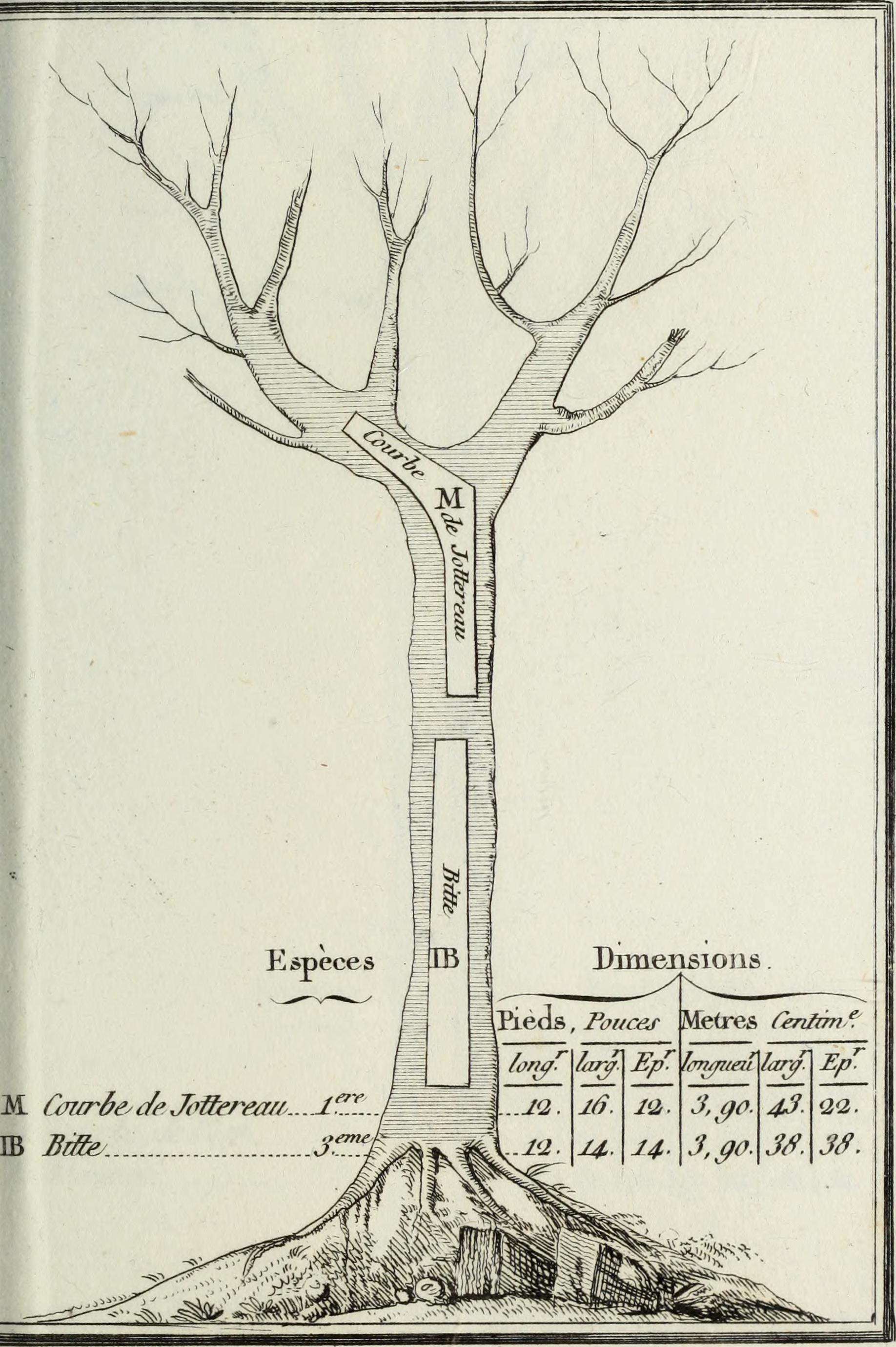
Courbe de jottereau; bitte
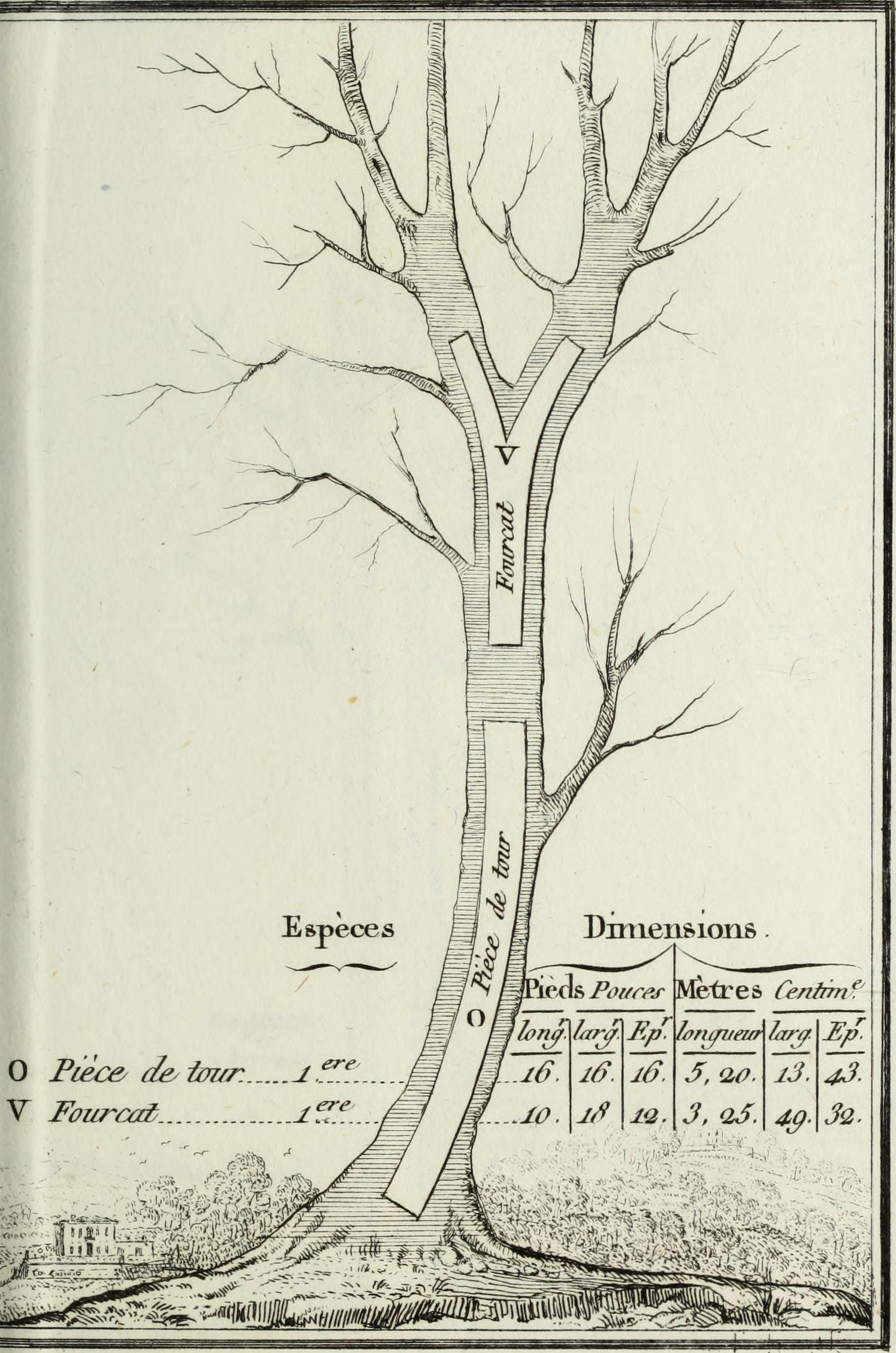
Pièce de tour; Fourcat
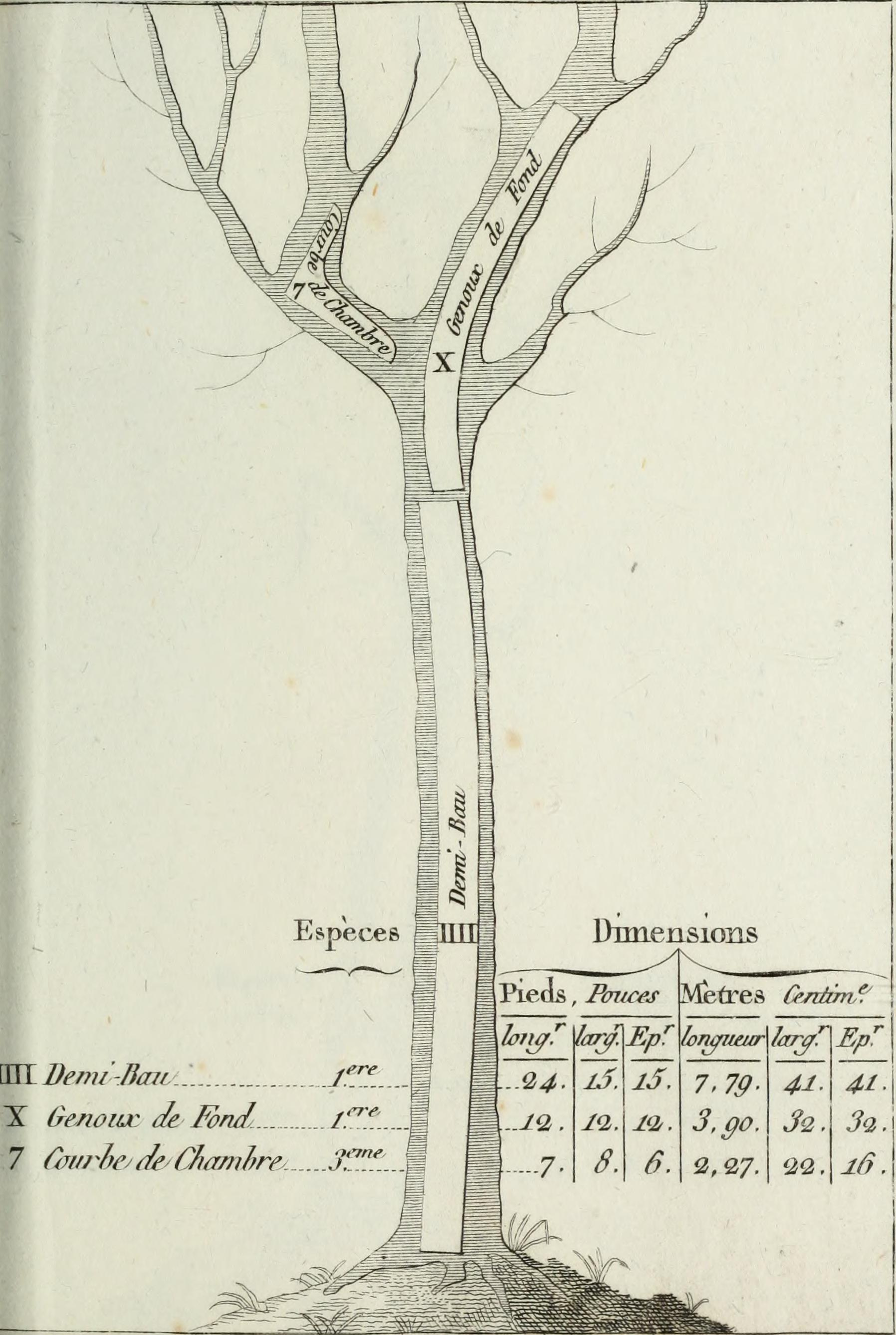
Demi-bau; Genoux de fond; Courbe de chambre
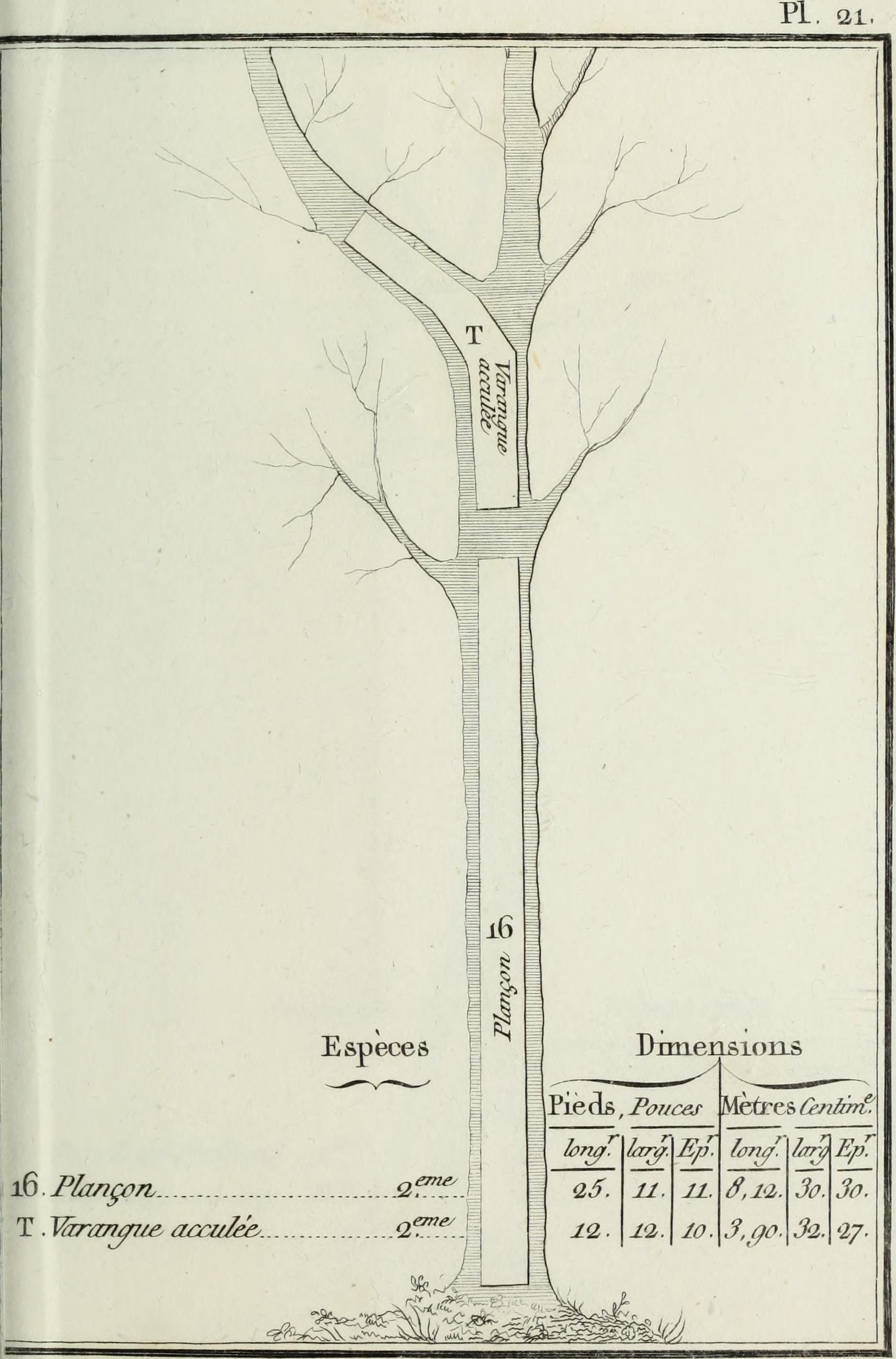
Varangue acculée; Plançon
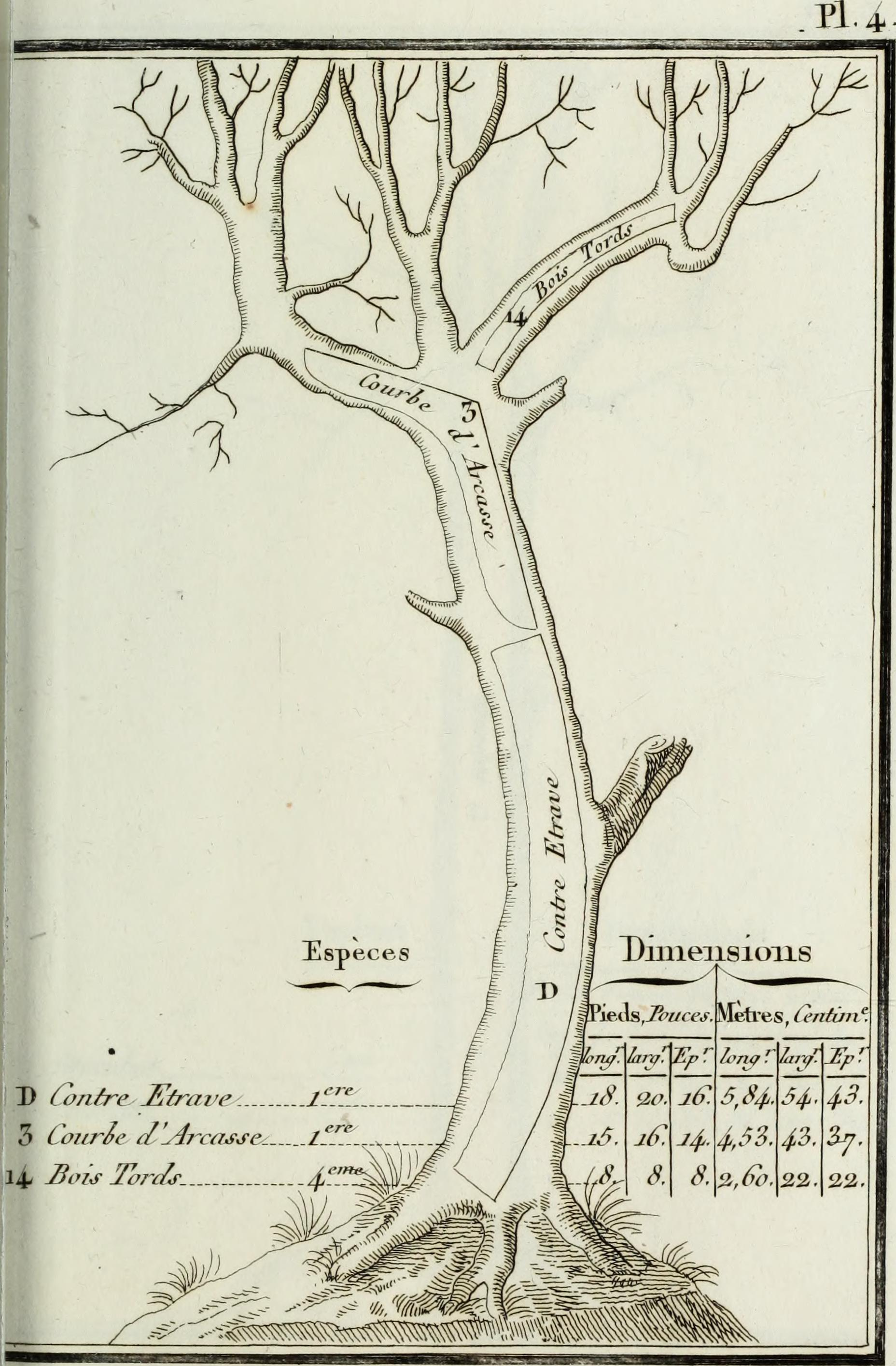
Contre-étrave; Courbe d'arcasse; Bois tords
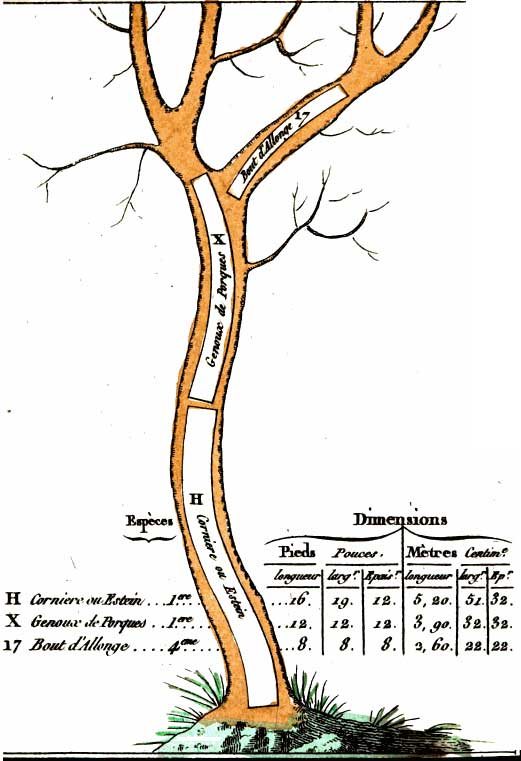
Cornière ou estein; Genoux de porques; Bout d'allonge
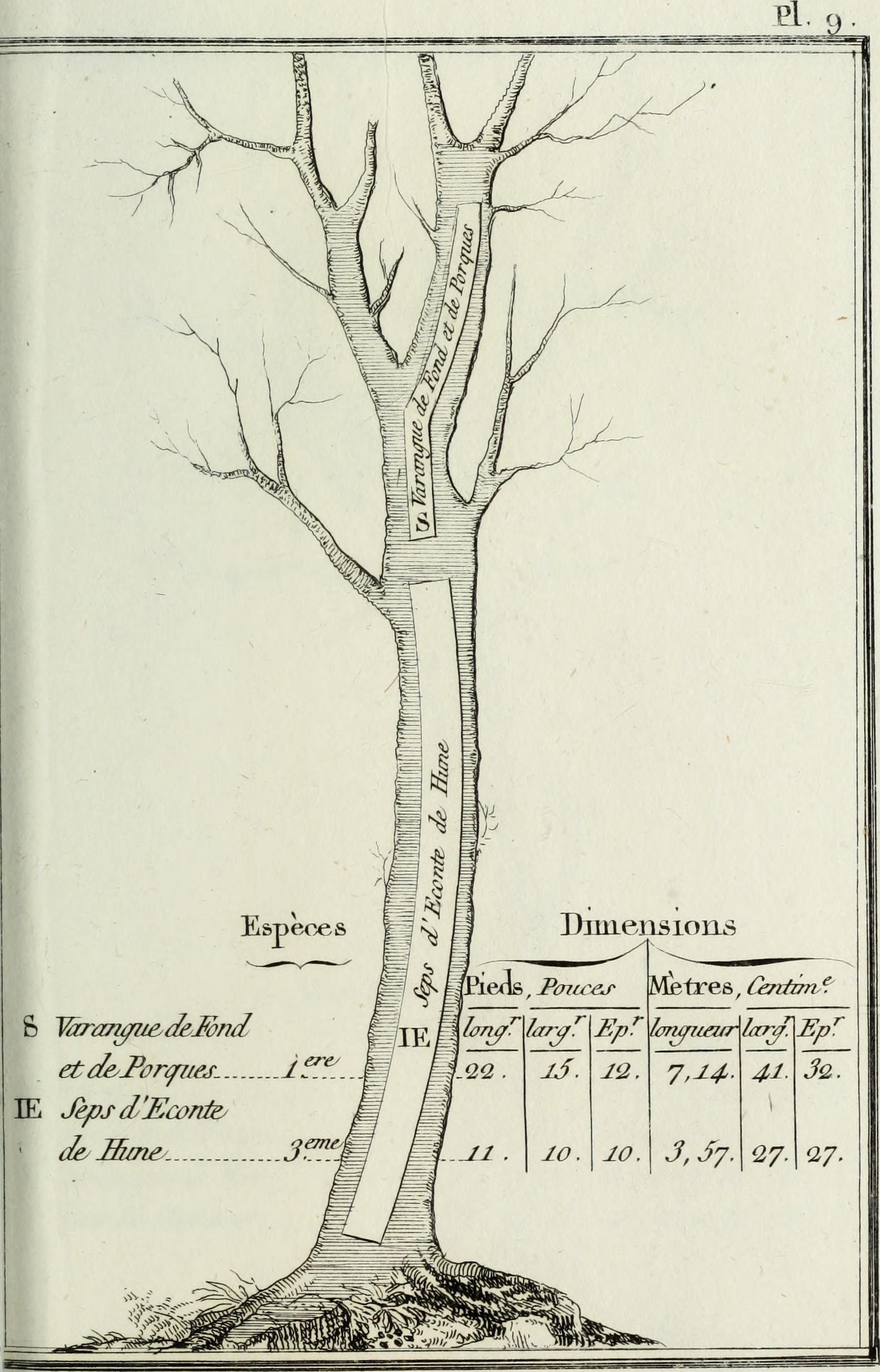
Varangue de fonds et de porques; Sep d'éconte de hune
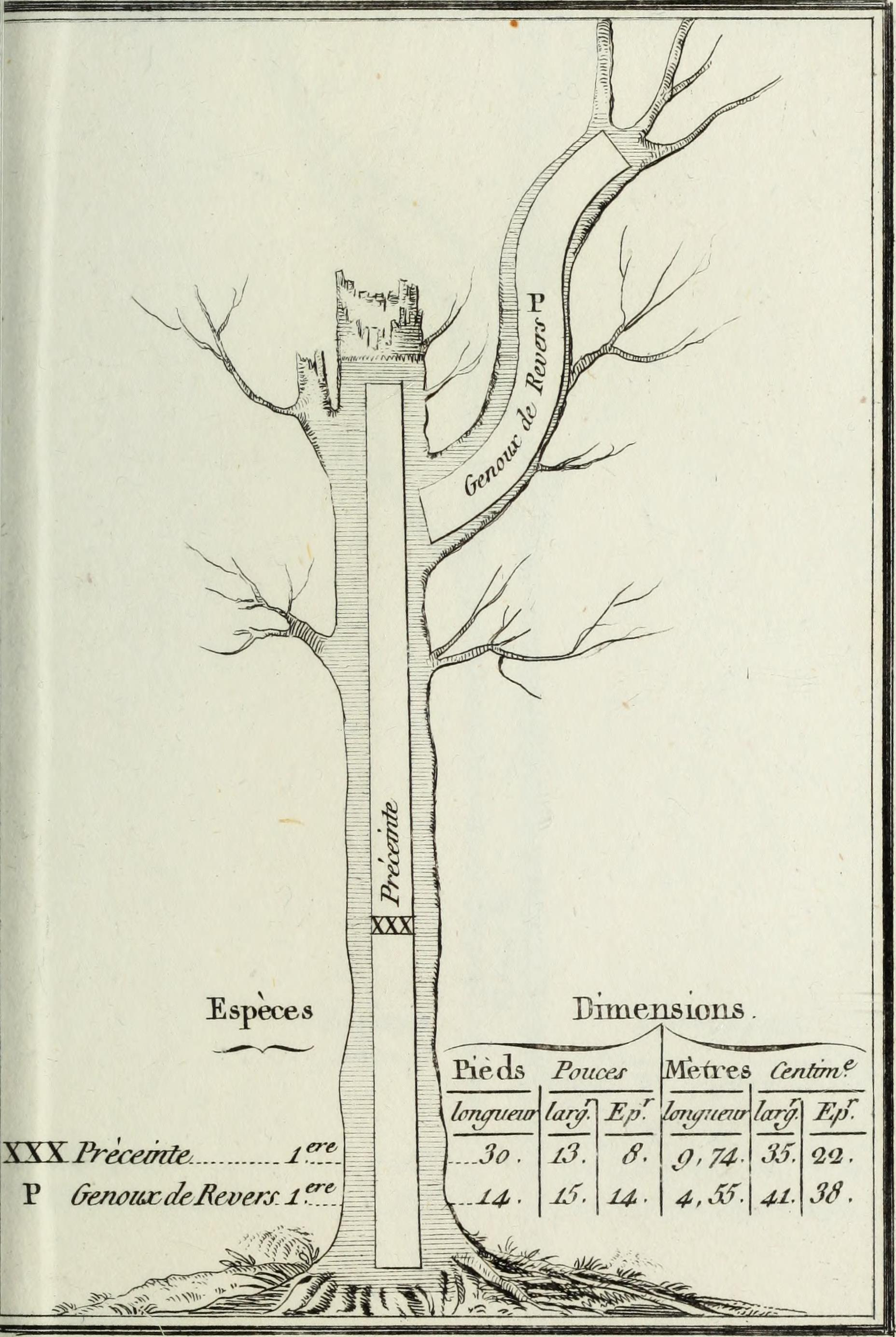
Préceinte; Genou de revers
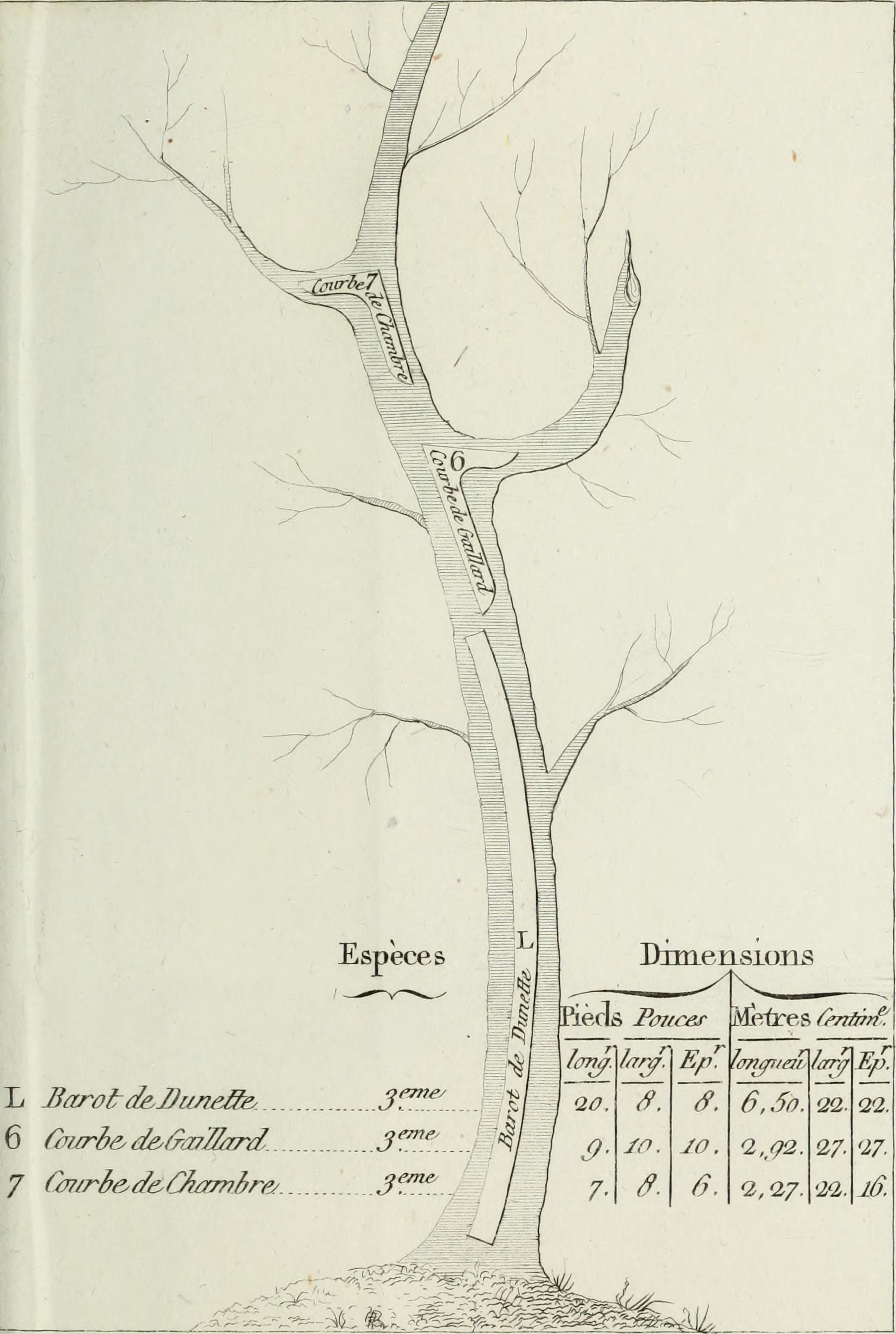
Barrot de dunette; Courbe de gaillard; Courbe de chambre
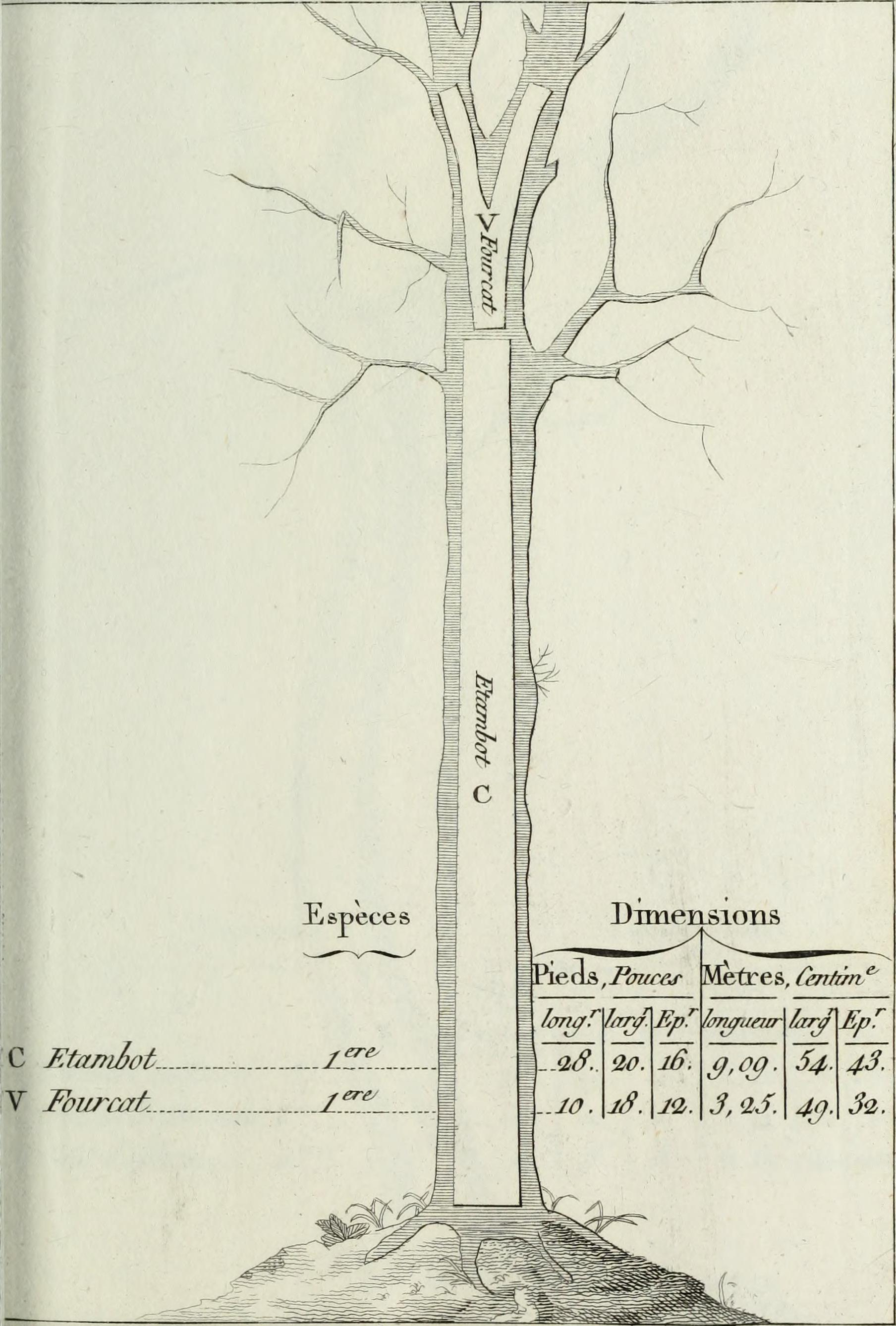
Étambot, Fourcat
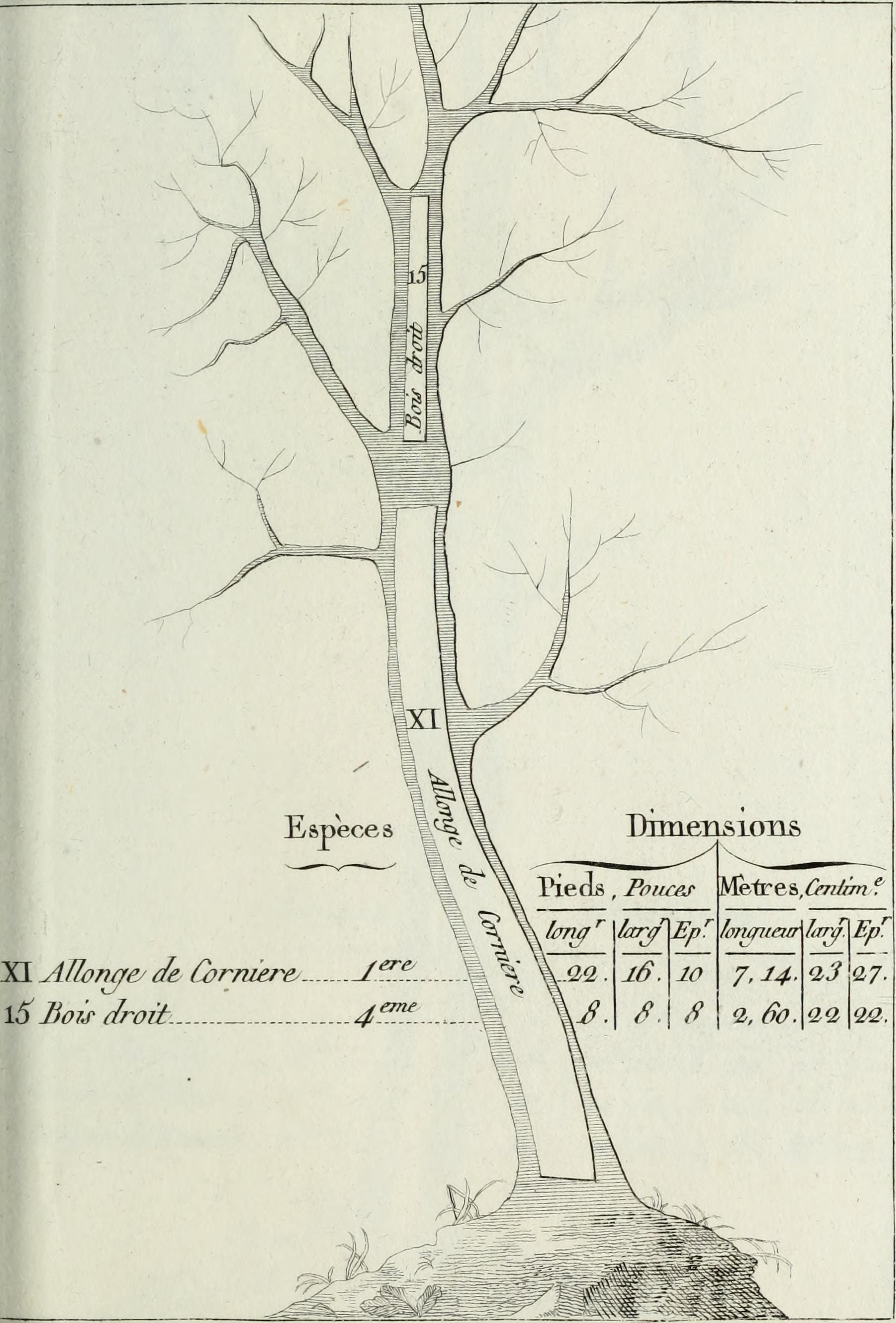
Allonge de cornière; Bois droit
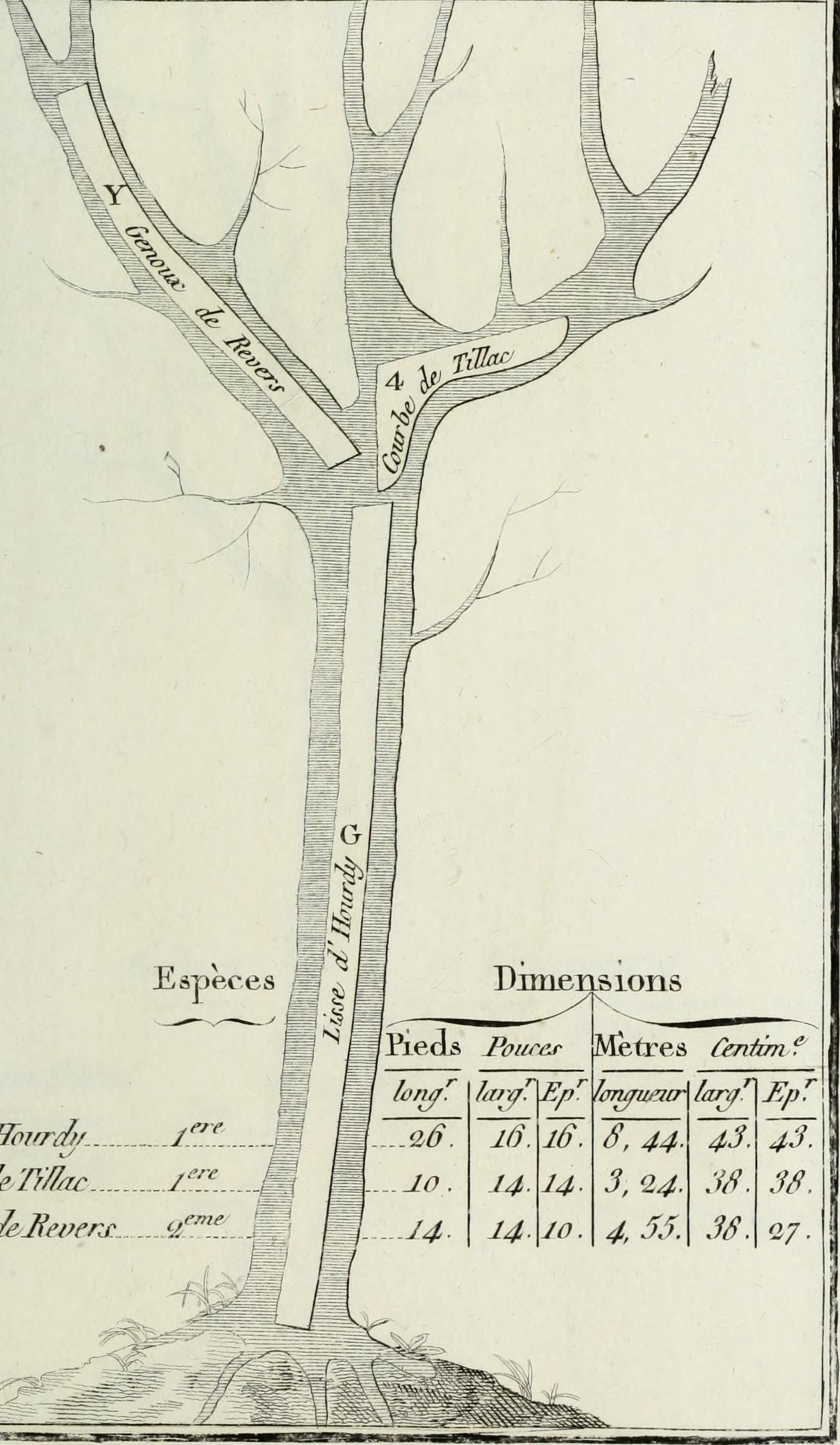
Courbe de tillac; Genoux de revers; Lisse d'Hourdy
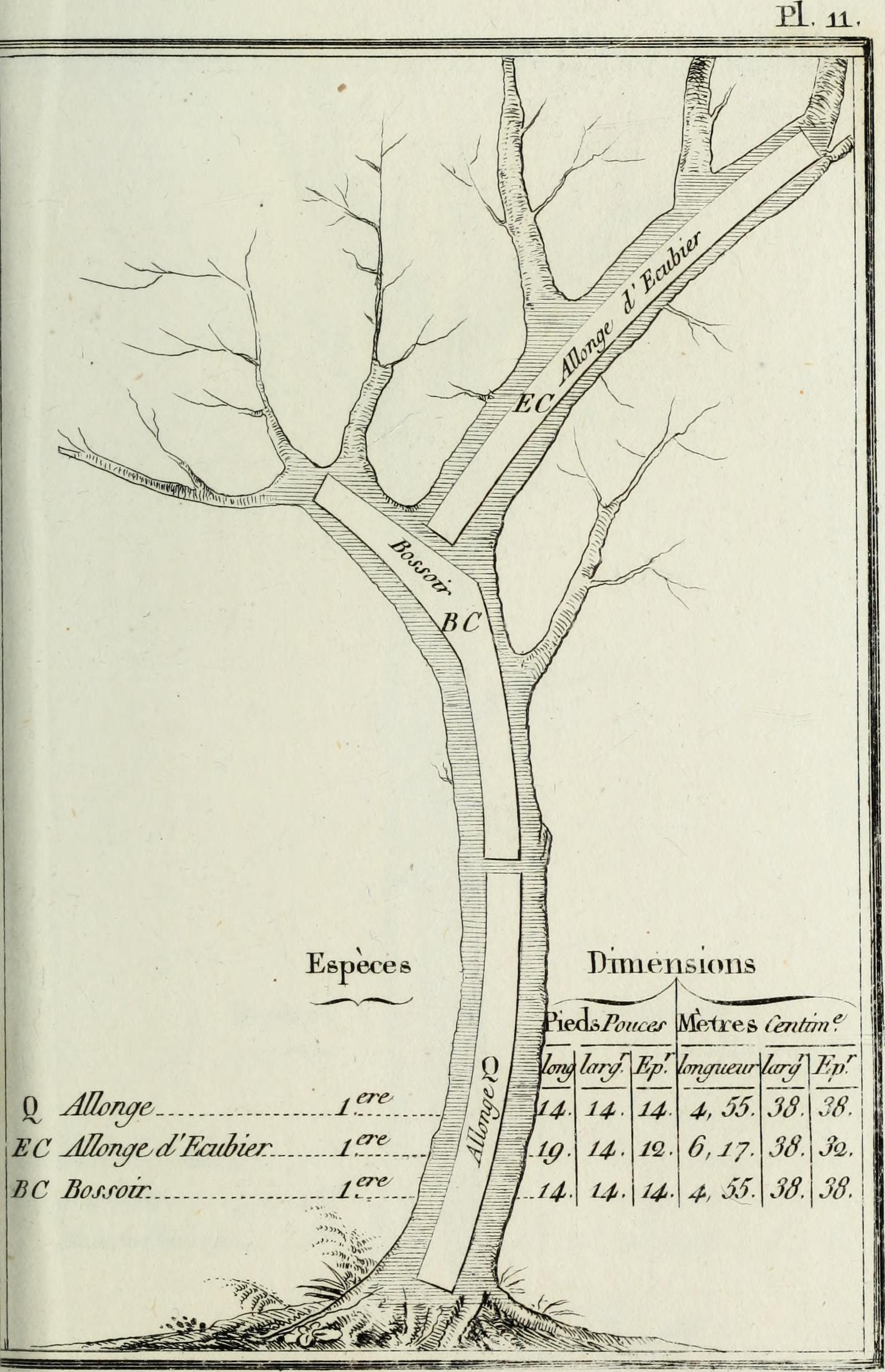
Allonge; Allonge d'écubier, Bossoir
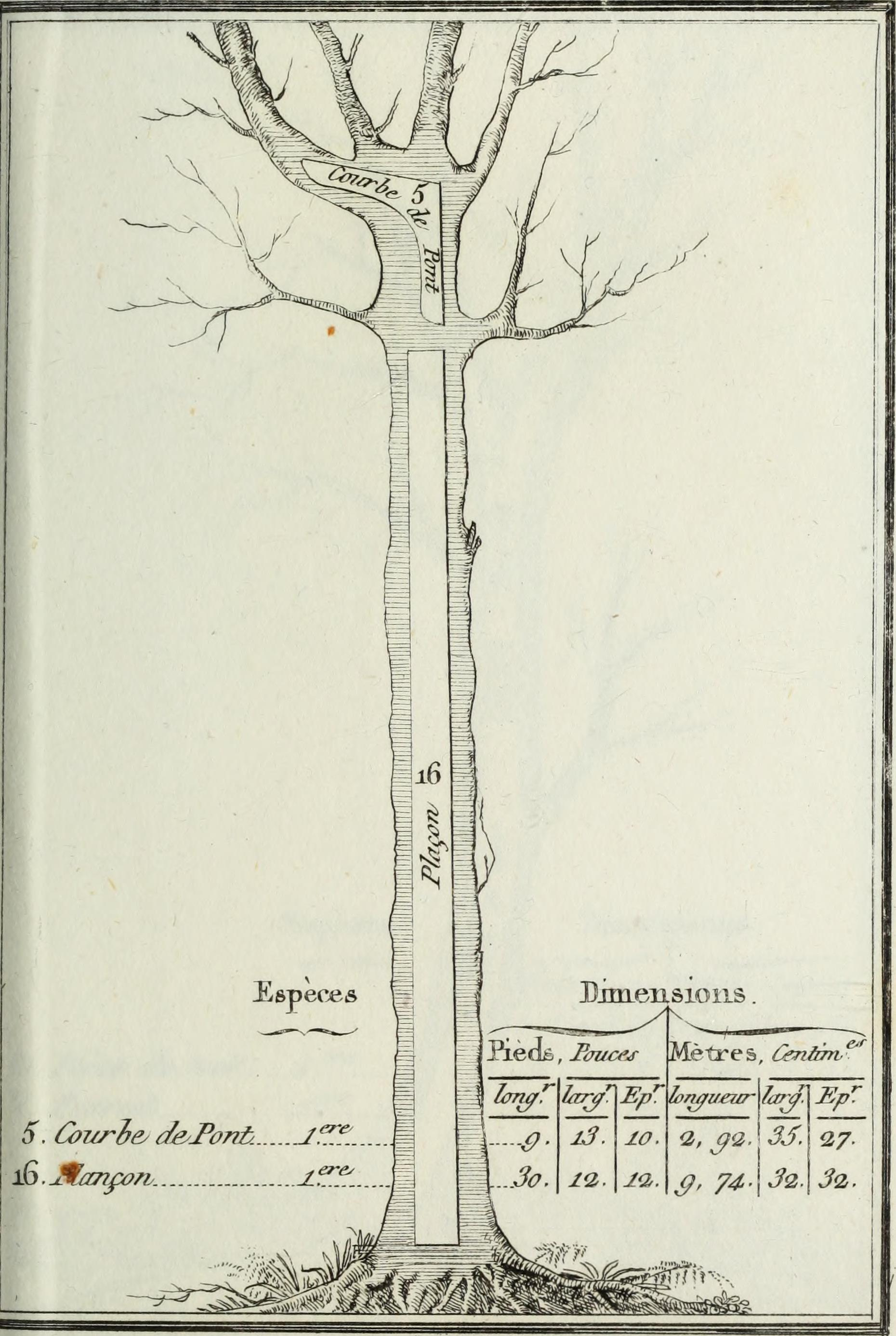
Courbe de Pont; Plançon
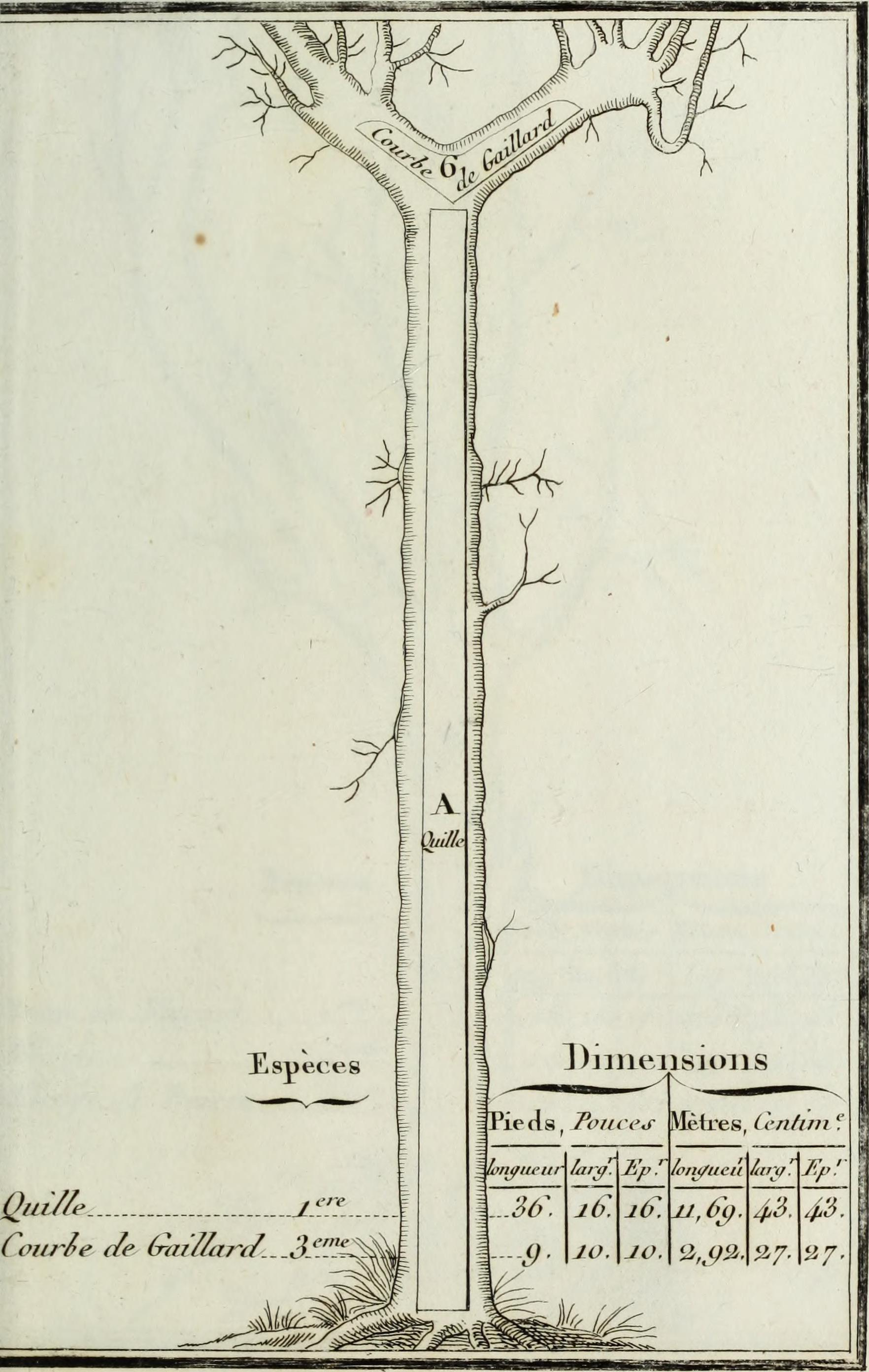
Quille; Courbe de gaillard